# 神戸三宮駅 (阪神)
神戸三宮駅（こうべさんのみやえき）は、兵庫県神戸市中央区にある阪神電気鉄道本線の駅。駅番号はHS 32。

## 概要
神戸市の都心・三宮に位置するターミナル駅である。阪急電鉄の神戸三宮駅や西日本旅客鉄道（JR西日本）東海道本線（JR神戸線）の三ノ宮駅を含め各線と接続する交通の要衝となっており、各社線とも兵庫県内で最も利用客が多い。駅周辺は百貨店や商業施設、飲食店などが集積しており、県内及び市内最大の繁華街を形成している。
当初は東海道本線と山陽本線の境界である神戸駅が神戸側のターミナル駅として建設された経緯があったが、三宮駅に私鉄や地下鉄の路線が集積することで、戦前からの神戸市の中心部であった新開地（神戸駅西側の地域）から三宮へ神戸市の都心が移る要因のひとつともなった。「私鉄王国」と呼ばれていた地域に位置することもあり、神戸新交通を除く各路線が東西に並行するように走っている。各路線のホームや駅舎の規模を合わせると、県下最大規模の駅である姫路駅を上回る。
当地区は神戸市の都心・三宮の再整備プロジェクトの中心とされており、これまで市、鉄道各社、有権者を交えた再開発の検討が行われている。市が発表した「神戸三宮「えき≈まち空間」基本計画」では、「三宮クロススクエア」として三宮駅周辺のフラワーロード、中央幹線への一般車両乗り入れを無くし歩行者専用空間に改造するとされており、各駅ビル等の再開発が進められている。2013年・2014年の阪神・阪急三宮駅の駅名改称により、JR、新交通・地下鉄、阪神・阪急がそれぞれ違う駅名を称しているが、同計画では各社6つの駅があたかも一つの大きな「えき」となるような空間を目指しており、各社ばらばらとなっている駅名を「神戸三宮駅」に統一したい意向を示している。

### 当駅からの接続路線

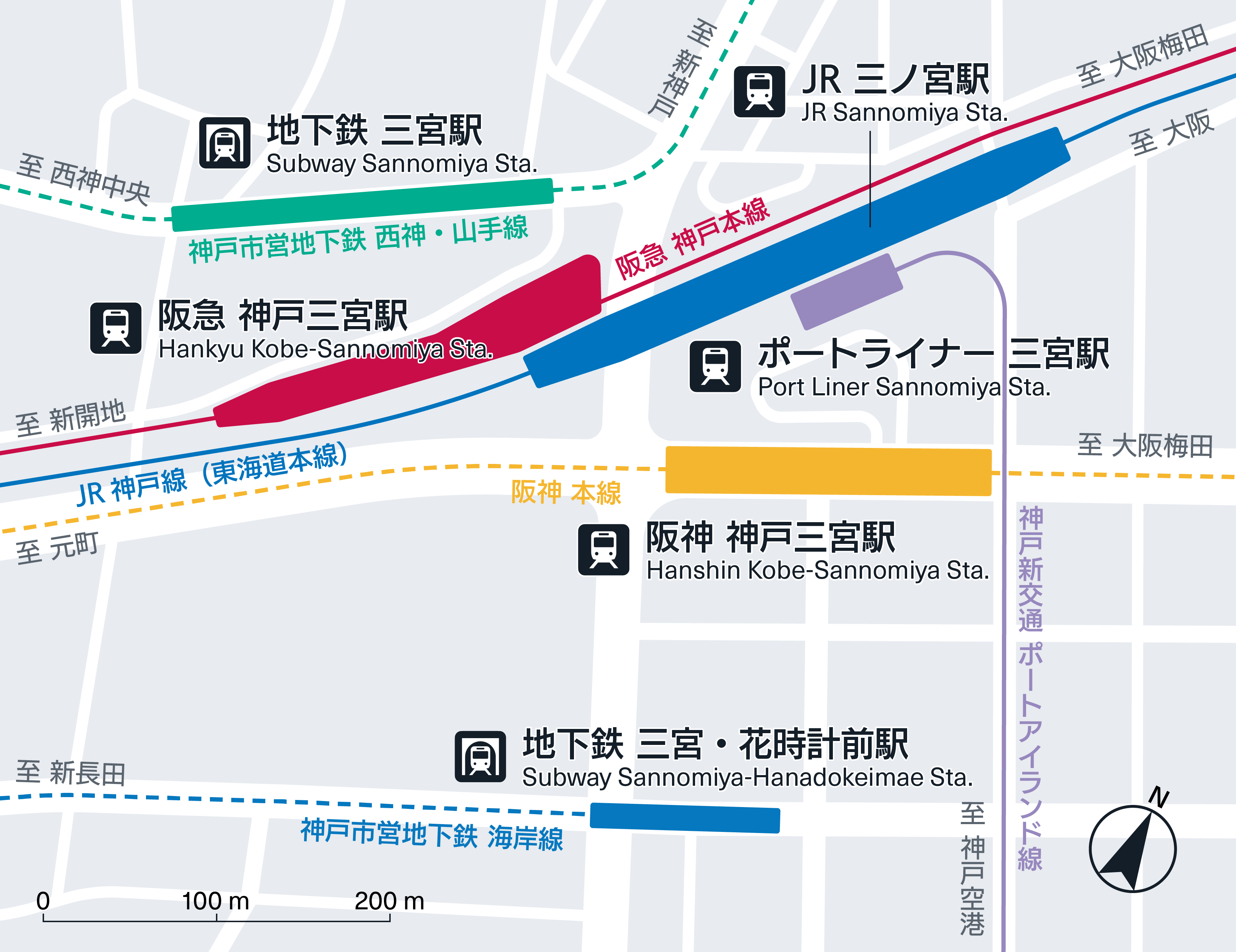
各鉄道路線の三宮駅の駅位置を正縮尺で描いた地図。

山陽電気鉄道（山陽）の列車が神戸高速線を介して阪神・阪急両方の駅に発着する関係上、神戸高速線では、阪神・阪急の神戸三宮駅を区別する意味で社名を冠して「阪神神戸三宮駅」「阪急神戸三宮駅」と案内している。
- 阪急電鉄 - 駅番号はHK-16
  - 神戸本線・ 神戸高速線：神戸三宮駅 - 両線とも当駅が終点
- 西日本旅客鉄道（JR西日本）
  - 東海道本線（JR神戸線）： 三ノ宮駅 - 駅番号はJR-A61
- 神戸新交通
  - ポートアイランド線：三宮駅 - 当駅が起点、駅番号はP01
- 神戸市交通局（神戸市営地下鉄）
  - 西神・山手線 ：三宮駅 - 駅番号はS03
  - 海岸線：三宮・花時計前駅 - 駅番号はK01

## 歴史
現在、一般的に三宮と呼ばれる地に駅を設けた最初の路線は、1905年（明治38年）開業の阪神本線である。それに先駆けて、1874年（明治7年）には後の東海道本線となる官営の鉄道が阪神間に開業していたものの、同線における三ノ宮駅は現在地より西に600mほどの場所（後に元町駅が設けられる地）に置かれていた。
阪神は当初、市街電車と同じ軌道法準拠で敷設された都市間電車（インターアーバン）であった。それゆえ、神戸市街においては岩屋駅以西で併用軌道を用いて路線が敷設されており、東海道本線に並行する形で雲井通八丁目（現在の三宮ターミナルホテル付近）に同線の終端として、この地に駅が設置された。このときは同線の神戸側終端であったため、神戸駅ないし神戸雲井通駅と呼ばれていた。後に現在のJRと同じ駅名である三ノ宮駅に変更された。
また、阪神は当初、集客のため神戸雲井通から先、神戸市街を循環する路線の敷設を計画していたが、神戸市街への路面電車敷設を目論む他出願者との競願となったことから協議が行われ、最終的に神戸市街の路線は神戸電気鉄道（後に市営化）が敷設することを決定、阪神は同社との提携で雲井通から200m南下した所（当時は滝道と呼ばれ現在は国際会館が設けられている地）に路線を延伸し、同地で接続を図ることとなった。その工事は1912年（明治45年）に完成し、同地に新たな神戸駅（滝道駅）が開設され、元の神戸駅（神戸雲井通駅）は三ノ宮駅と改称された。
後に阪急という競合相手が出現すると、神戸市街と御影付近に存在した併用軌道を解消して、スピードアップを行い対抗することを画策した。阪神は1929年（昭和4年）に御影付近の高架化を完成させ、神戸市街の併用軌道も同様の手法で解消しようと考えていたが、阪急の時と同様に神戸市が難色を示したことから、阪神側は併用軌道の解消を優先的に考えて譲歩し、地下線化に計画を変更した。こうして1933年（昭和8年）に岩屋駅 - 三宮駅 - 神戸駅（滝道駅）間の併用軌道線は廃止され、代わって岩屋から三宮までの地下線が開業した。新たな地下ターミナルは頭端式ホームを採用し、阪神では神戸側の拠点駅となったことから、この新たな地下駅を神戸駅と命名した。
1931年（昭和6年）には、阪神の地下線工事が進む中で鉄道省東海道本線の高架化が完成し、三ノ宮駅が現在地に移転した。この頃、市の都市計画の一環として同駅周辺に新たな街を形成する指針が示されており、今日に至る繁華街の下地が造られ始めていた。
なお、1934年（昭和9年）に阪神間で省線電車の運転が開始されたこともあり、阪急や国鉄との競争にさらされる中で輸送シェアを保つためにはさらなる対抗措置が必要であると考え、三宮から元町・湊川方面へ延伸するための免許を収得、頭端式で開業した三宮の神戸駅を急遽中間駅構造に改造し、突貫でとりあえず元町まで延伸することにした。
阪急の三宮延伸と阪神の元町延伸はどちらが先に開業するか神戸市民の注目を集めていたといわれており、結果的に阪神が一足早く1936年（昭和11年）3月18日に元町延伸を果たした。延伸に伴い神戸側のターミナルが分散したことから神戸駅を三宮駅と改称した。
太平洋戦争により、神戸の市街地は三宮も含めて焦土と化すが、戦災復興都市計画の中で戦前の段階で既に繁華街となっていた三宮の地を、新開地に代わって行政の中心地にもする事が定められ、市役所が湊川から三宮に移転するなど、戦後の駅周辺は神戸の中心地として栄えるようになった。
2009年（平成19年）3月20日 、阪神西大阪線が近鉄難波駅まで延伸（阪神なんば線と改称）し、同日より阪神三宮駅からほぼ終日、大阪ミナミおよび奈良方面行きの直通列車が運行されるようになった。
2013年（平成25年）4月30日、阪急阪神ホールディングスは阪急と共に三宮駅の改称を発表し、2014年4月1日に神戸三宮駅に改称した。

### 年表
- 1905年（明治38年）4月12日：阪神電気鉄道の神戸駅（神戸雲井通駅）が開業[2]。
- 1912年（大正元年）11月1日：滝道駅（神戸駅）までの延伸に伴い、三宮駅に改称する[2]。
- 1931年（昭和6年）10月10日：鉄道省（国鉄）東海道本線の高架化に伴い、同線の三ノ宮駅が現在の元町駅付近阪神の三宮駅至近の現在地へ移転[9]。
- 1933年（昭和8年）6月17日：付近の路線を地下化する[2]とともに、三宮駅は神戸駅に改称、滝道駅を廃止。
- 1936年（昭和11年）3月18日：元町延伸により、再び三宮駅と改称。
- 1938年（昭和13年）7月5日：阪神大水害により駅構内が水没。外部の水かさは地下鉄入口のコンクリート屋根の高さに達した[12]。
- 1985年（昭和60年）：山手線開業に合わせ3番線ホームを延伸し、北改札口を新設[2]。
- 1995年（平成7年）
  - 1月17日：阪神・淡路大震災が発生し、運行を停止。
  - 2月1日：震災発生時より、当駅と高速神戸駅間に取り残されていた1編成（阪神5131形）を使用して運行再開し、駅の営業も再開[13]。
  - 6月26日：阪神本線が全線復旧[13]。
- 2007年（平成19年）10月4日：大規模改良工事が着工[14]。
- 2009年（平成21年）3月20日：阪神なんば線の延伸開業により、ほぼ終日にわたり当駅と大阪ミナミおよび奈良方面の直通列車が運行されるようになる[15]。
- 2012年（平成24年）
  - 3月20日：東口が新設される[16][2]。
  - 6月2日：配線変更が実施され、上下本線の間に折り返し線が移動する[2]。
- 2013年（平成25年）3月20日：大規模改良工事が竣工[17]。阪神の三宮駅構内に駅ナカ商業施設「スクラ三宮」が開業[18]。
- 2014年（平成26年）4月1日：神戸三宮駅に改称[11]。 同時に駅番号を導入[19]。
- 2021年（令和3年）2月11日：1・3番線ホームで可動式ホーム柵の使用を開始[20]。
- 2022年（令和4年）3月28日：2番線ホームで可動式ホーム柵の使用を開始[21]。

## 駅構造

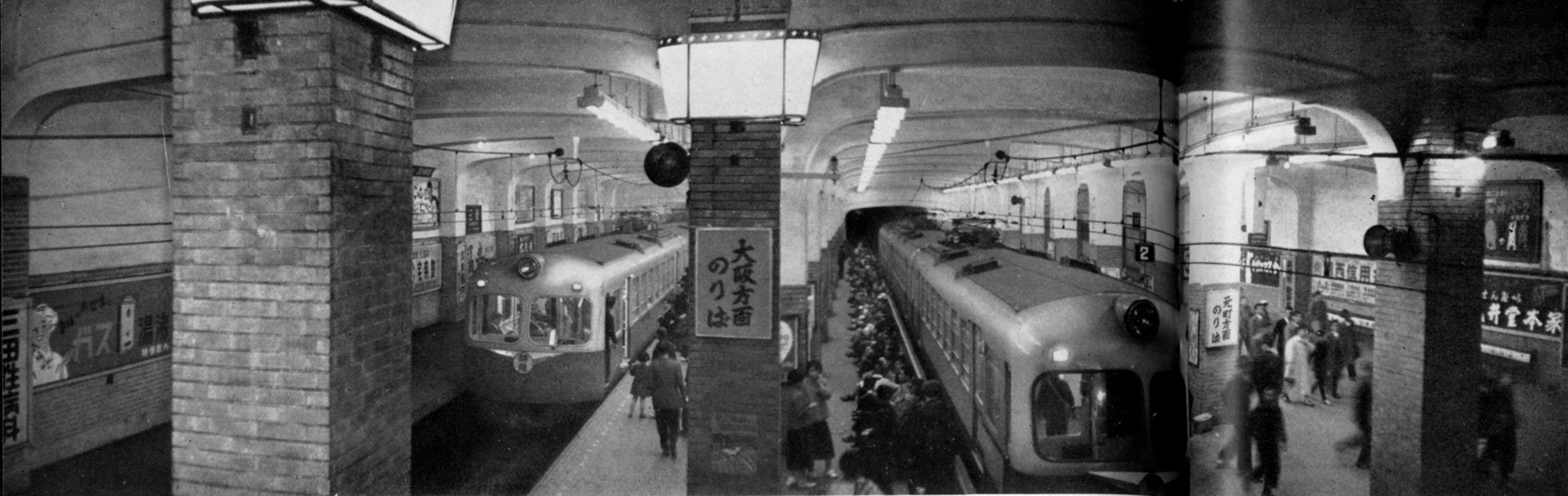
3011形が特急運用を開始した1954年の阪神三宮駅プラットホーム全景

島式ホーム2面3線を有する地下駅。兵庫県道21号神戸明石線（中央幹線）の地下1階部分にコンコースが、地下2階部分にホームがある。地上部分には駅ビルとして神戸阪急（旧そごう神戸店）と直結している。
1933年6月17日、神戸市内に残されていた併用軌道を地下線で解消する工事が完成した際に開業した。現在の神戸三宮駅は2代目で、初代となる三ノ宮駅は現在のJR三ノ宮駅南側のポートライナー三宮駅、三宮ターミナルホテル（現在は解体）付近にあった。
開業時は4面3線の頭端式ホームを採用しており、神戸側のターミナル駅として機能した。このとき阪神急行電鉄（現在の阪急電鉄）の三宮乗り入れが決まったこともあり、阪神急行への牽制の意味も込めて、山陽電気鉄道と提携する形で湊川への延長計画と直通運転計画が立てられた。とりあえず当時の神戸の中心街であった元町駅まで突貫工事で延長を行ったが、その際に南側の1線はそのままにし、北側の2線だけを西へ延伸した結果、上下複線の南側に折り返し線が一本という形態になった。この形態は2012年まで続いた。
湊川への延長は実現しなかったが、1968年に神戸高速鉄道東西線が開業して阪神の電車が乗り入れるようになると同時に、それを介する形で山陽電気鉄道との直通運転が開始された。
また後述する阪急と同様、1936年の元町駅への延長までの3年間は神戸側のターミナル駅であったことから神戸駅を名乗っており、三宮への改称後も駅の壁には1960年代前半まで「カウベ」と片仮名で表記された駅名標が残されていた。
南側の折り返し線（2012年6月1日までの3番線）は、1965年から1974年まで運転されていた西大阪線（現阪神なんば線）西九条行特急（西大阪線特急）が廃止されて以降はしばらく定期列車の発着がなかったが、1983年12月のダイヤ改正で登場した快速急行が当駅始発となったため、以後は継続して使用されるようになった。1998年から2001年までは、日中に毎時6本運行されている普通のうち2本が当駅折返しであったため3番線を使用した。2001年からは平日朝夕と土曜・休日朝のみの使用となったものの、2009年3月20日の阪神なんば線延伸開業に伴うダイヤ改正により、同線経由で近鉄奈良線へ直通する快速急行が折り返し線から発車するようになった。なお、3番線の南側にあった降車ホームは有効長が5両分であったため、この降車ホームのみ梅田側の先頭車は近鉄車両も含めドアカットを行っていたが、かつての大塩駅の扱いの様な注意を促すステッカーは貼られていなかった。
トイレは東・西改札内共にある。
2007年から2013年にかけて大規模な改良工事が行われた（後述）。その一環として2012年6月2日に配線の変更が行われ、上下本線の間に梅田方面への折り返し線が挟まれた現在の形態となった。
2014年4月1日には、阪急電鉄に続き、駅名が三宮駅から神戸三宮駅に改称された。なお、神戸阪急（元そごう神戸店）本館の外壁、および2013年にかけて行われた駅改良工事にて新設された西改札口前の花の柱では、改称前の「三宮駅」の表記のまま維持している。
2021年2月11日には、1番線と3番線のホームに可動式ホーム柵が設置された。なお、2番線は停車する阪神と近鉄の車両の規格が異なることから可動式ホーム柵の設置が困難で、この時点では設置が見送られた。後に両社の車両に対応できる昇降ロープ式ホーム柵を設置することが決まり、2022年3月14日の供用開始を予定していたが、機器の調整に時間が要するため延期され、供用開始は3月28日からとなった。
2024年6月よりQRコード乗車券のサービスが開始され、それに伴い西改札機と東改札機共にQRコード対応の改札機に更新された。

### のりば
| 番線 | 路線 | 方向 | 行先                                                                                   | 備考             |
| ---- | ---- | ---- | -------------------------------------------------------------------------------------- | ---------------- |
| 1    | 本線 | 上り | 甲子園・尼崎・大阪梅田方面 （■直通特急・■特急・■普通）                                 |                  |
| 2    | 本線 | 上り | 甲子園・尼崎・大阪難波・近鉄奈良・大阪梅田方面 （■快速急行・■普通）                    | 当駅折り返し専用 |
| 2    | 本線 | 下り | 2番線の降車用ホーム                                                                    | 当駅折り返し専用 |
| 3    | 本線 | 下り | 高速神戸・新開地・山陽明石・山陽姫路方面 （■直通特急・■特急・■S特急・■普通・山陽普通） |                  |

ホームは、北側から島式の1番線乗車ホーム、頭端式（櫛型）の2番線ホーム（北側は乗車、南側は降車）・3番線乗車ホームとなっており、西口側は1番線ホームから3番線ホームが繋がっている。ホームの有効長は、2番線が8両で、1番線・3番線が6両。近鉄車両は2番線にのみ入線する。
1番線は混雑緩和のため、普通が停車する位置においては特急と普通とで乗車位置を分けており、特急は『特急』の乗車位置に、普通は『普通』の乗車位置に、それぞれ停車する。そのため、ホームドアは二重引き戸の大開口型が採用されている（3番線は特急と普通とで乗車位置は分けられていないが、同じく大開口型が採用されている）。
頭端式である2番線は、2012年6月2日に配線が変更された後も全ての快速急行が使用しているほか、土曜・休日の朝7時台に設定されている当駅始発の普通1本が使用している。
改札口やホームの発車標は、長らく3色LEDのものが使用されてきたが、2013年3月に種別がフルカラー表示である大型のものに更新された。
2009年3月20日の阪神なんば線開業に伴うダイヤ改正より、当駅に出札窓口を設置し近鉄特急の特急券と乗車券の発売を開始した。駅長室に近鉄の特急券発券端末を設置し発券業務を行っており、特別企画乗車券「伊勢・鳥羽・志摩スーパーパスポート まわりゃんせ」も購入が可能である。設置当初は、窓口の営業時間は9時30分から17時で、かつ無人のため購入の際にはインターホンで呼び出す必要があった。近鉄特急券売り場は一時移設した駅長室に隣接していたが、現在は以前西口北側にあった元の位置に戻り、移設された定期券売り場に入っている。同じ窓口に阪神バスが運行する高速バスの乗車券売り場もある。営業時間は平日7時30分 - 20時、土休日は7時30分 - 18時となっている。
| ← 本線 : 大阪梅田方面                                          | 現在の配線図 | → 本線 : 元町方面 |
| 凡例 出典:。ただしホーム形状は阪神電鉄ニュースリリースによる。 |              |                   |

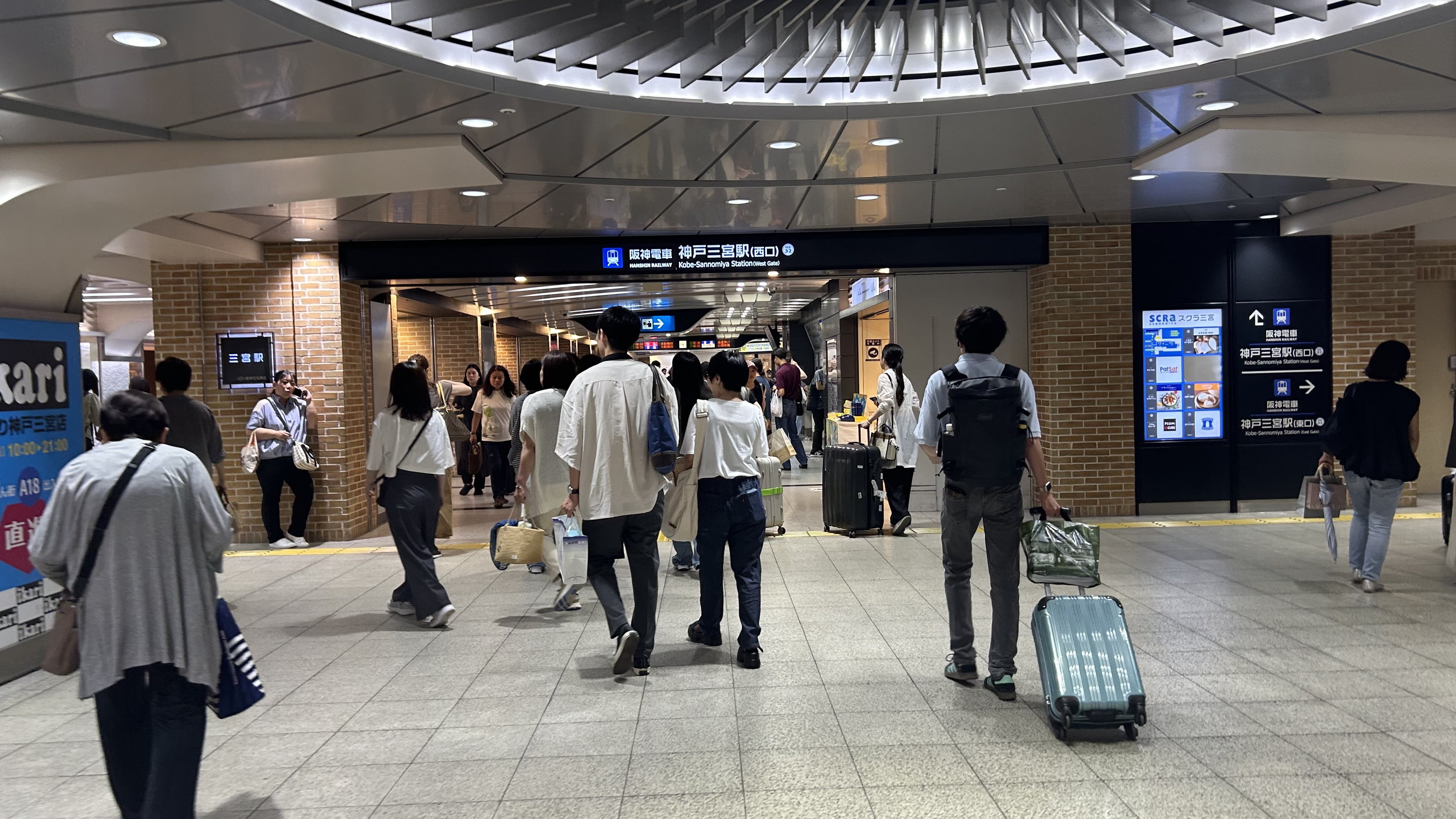
南西口
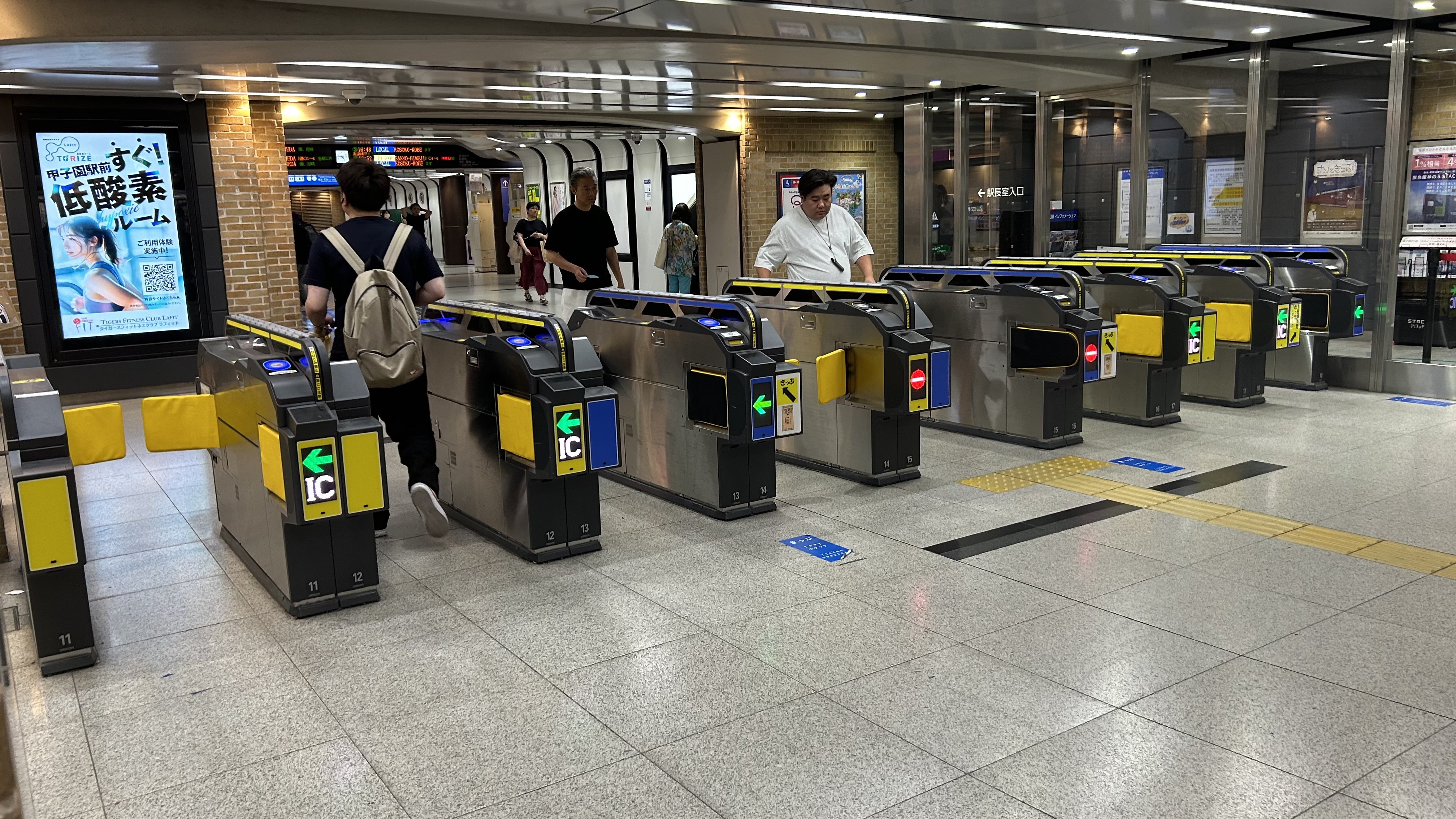
西改札口
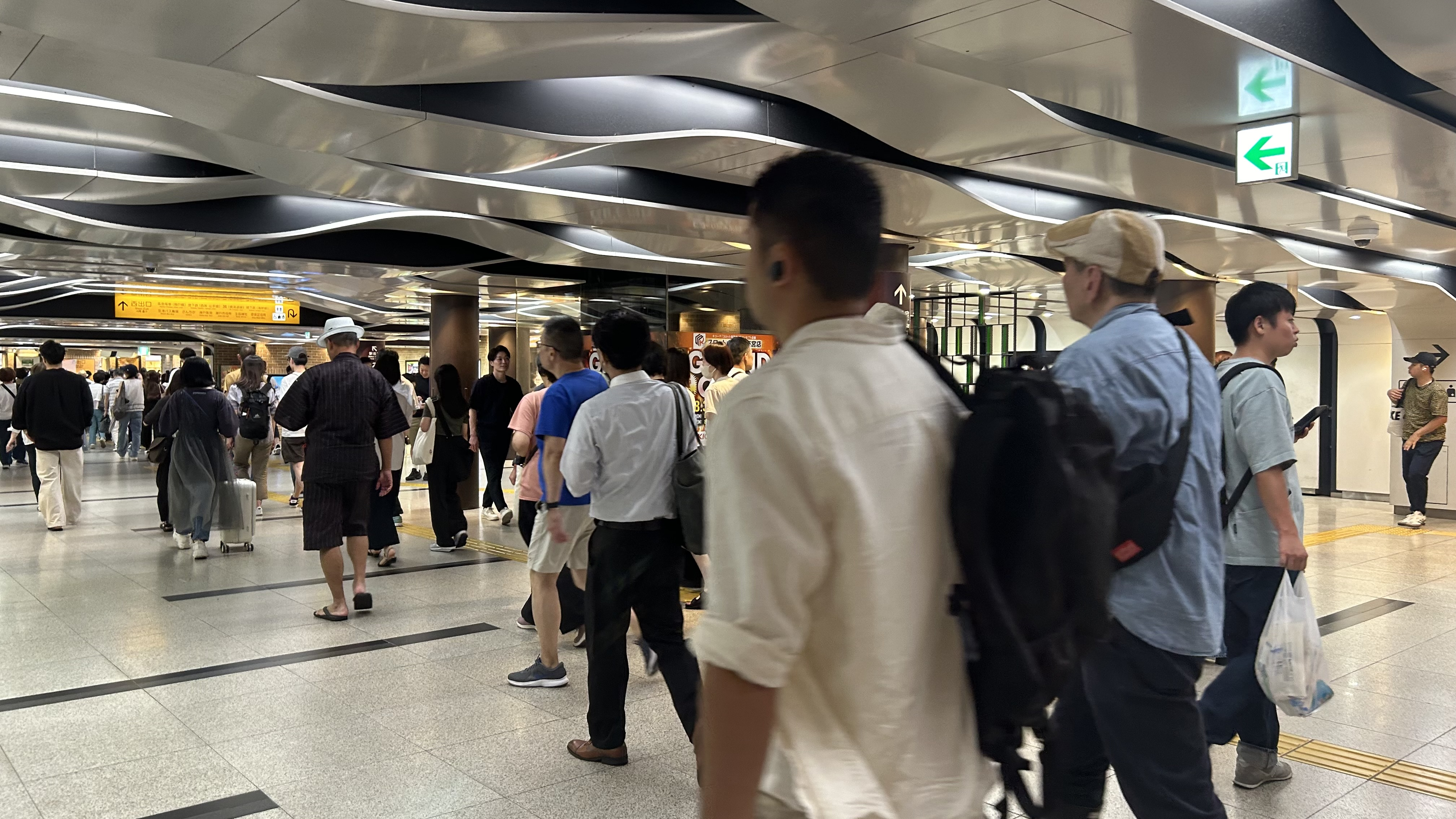
西口コンコース
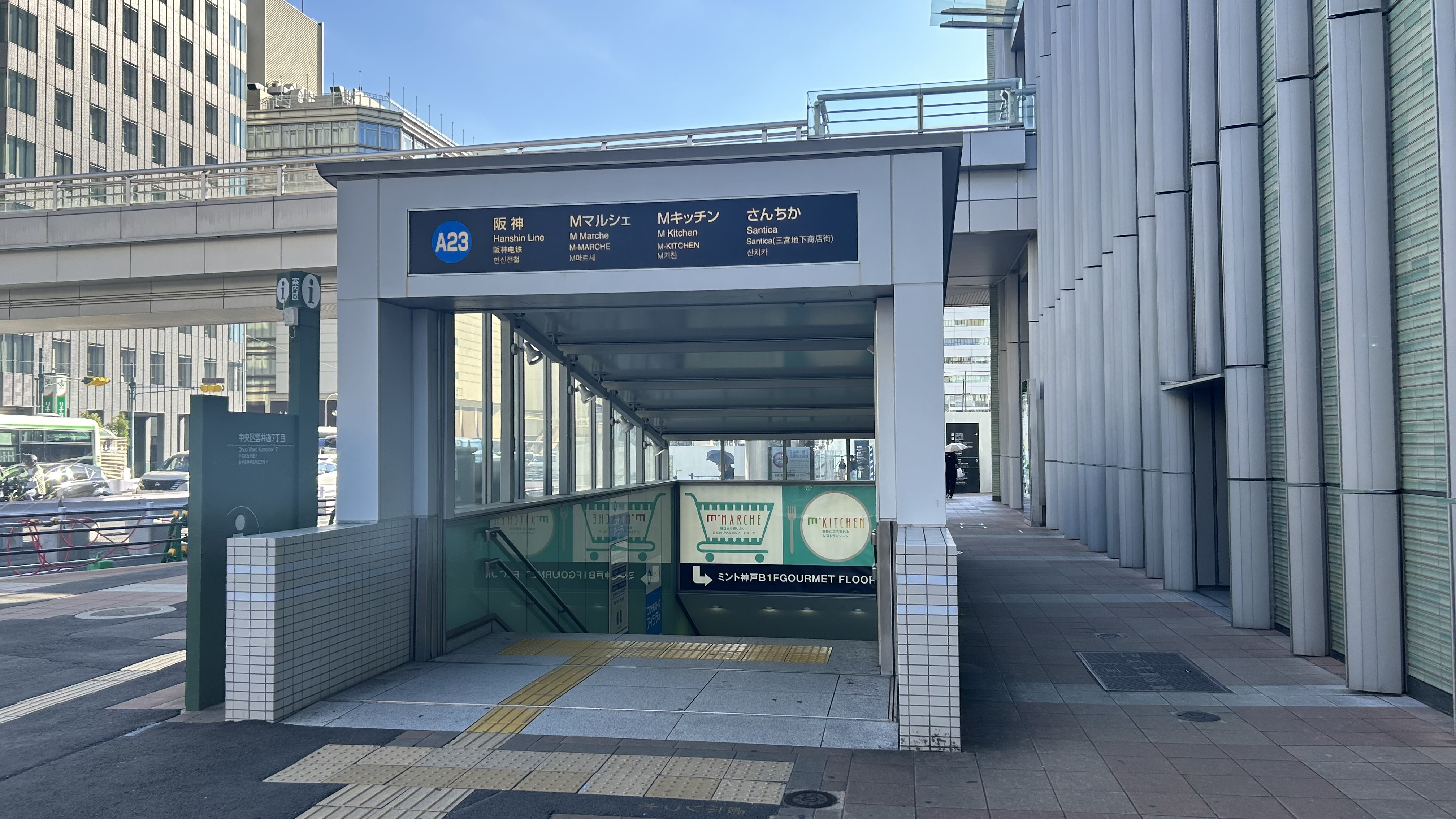
A23出口
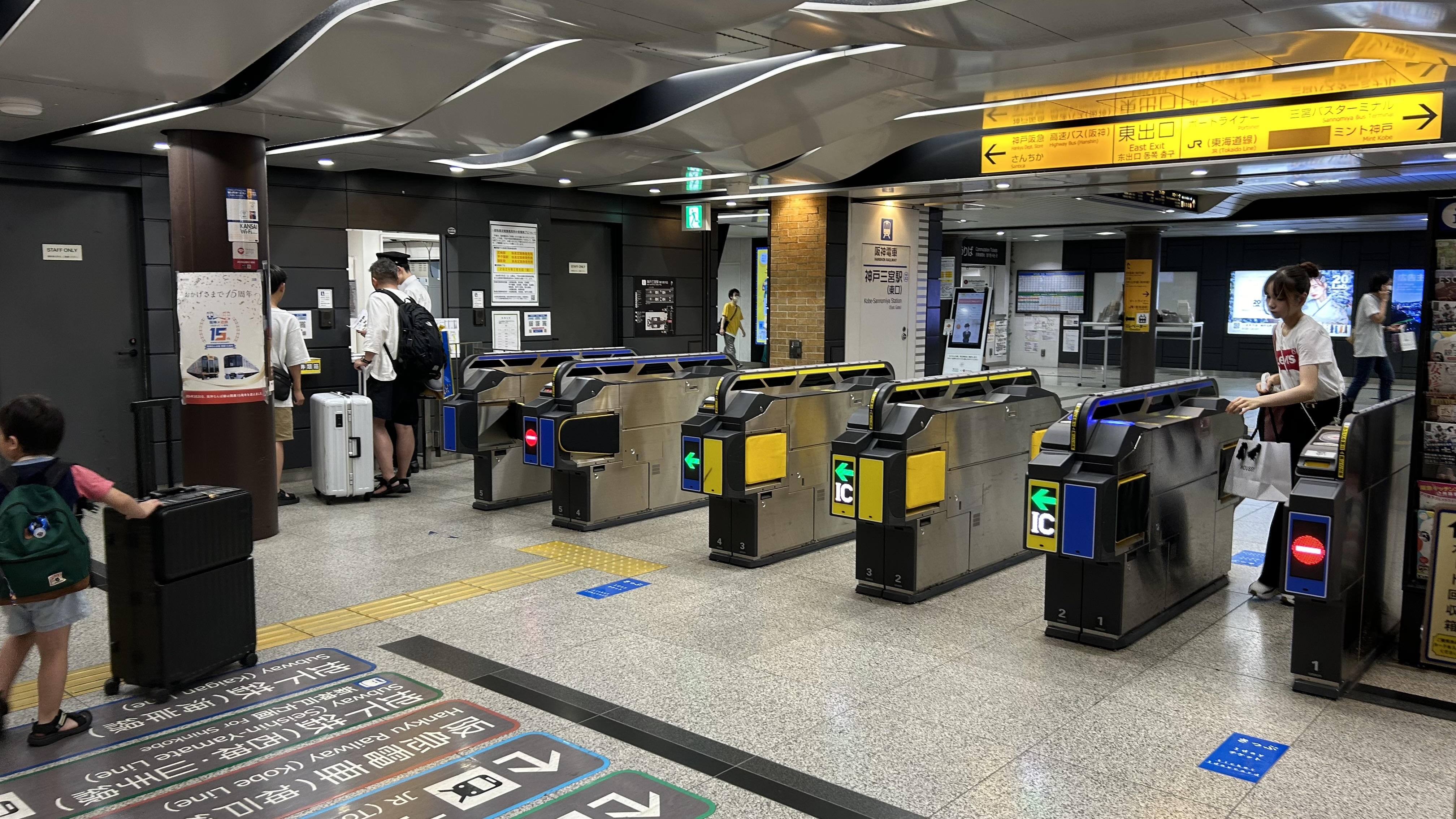
東改札口
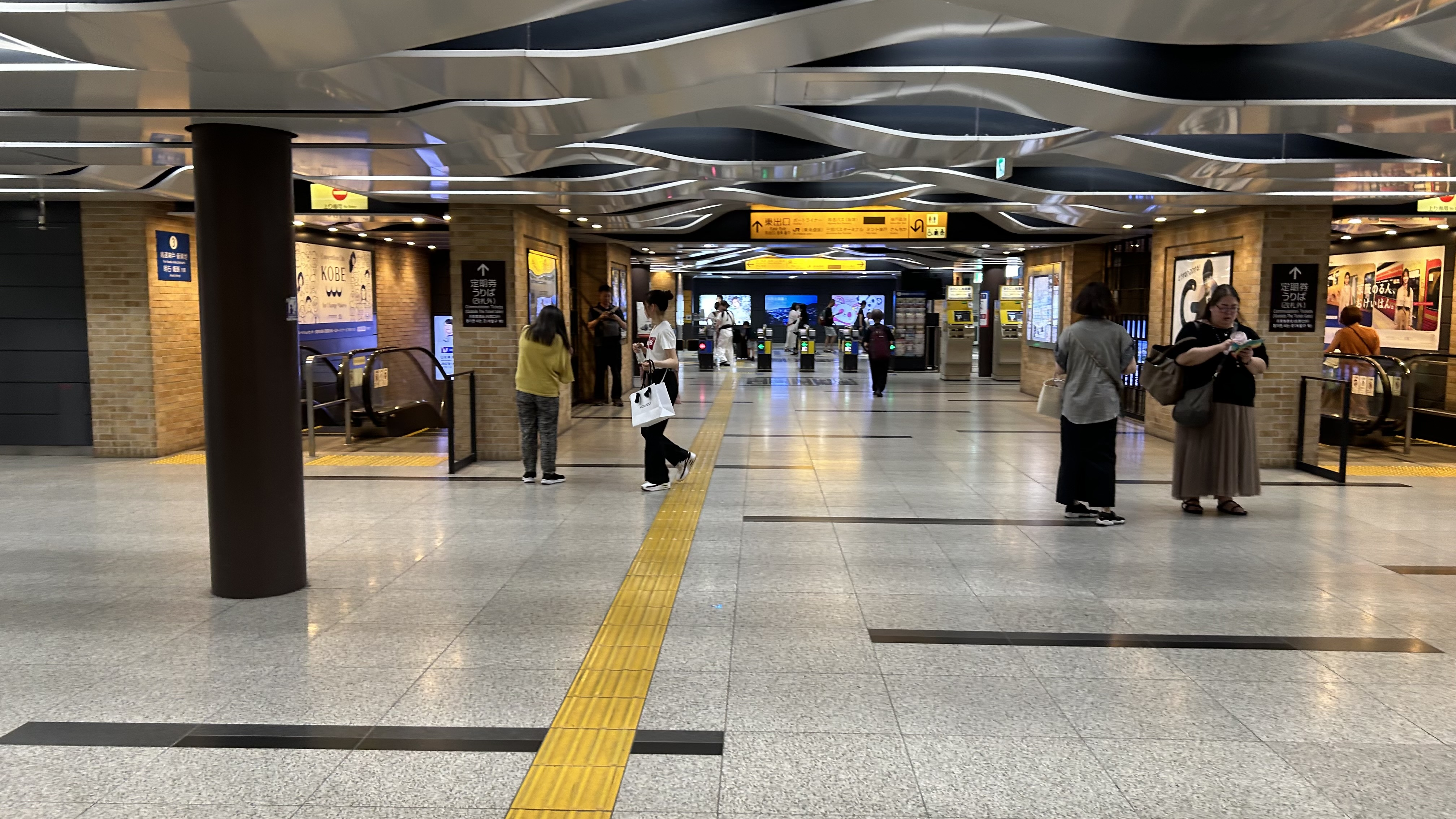
東口コンコース
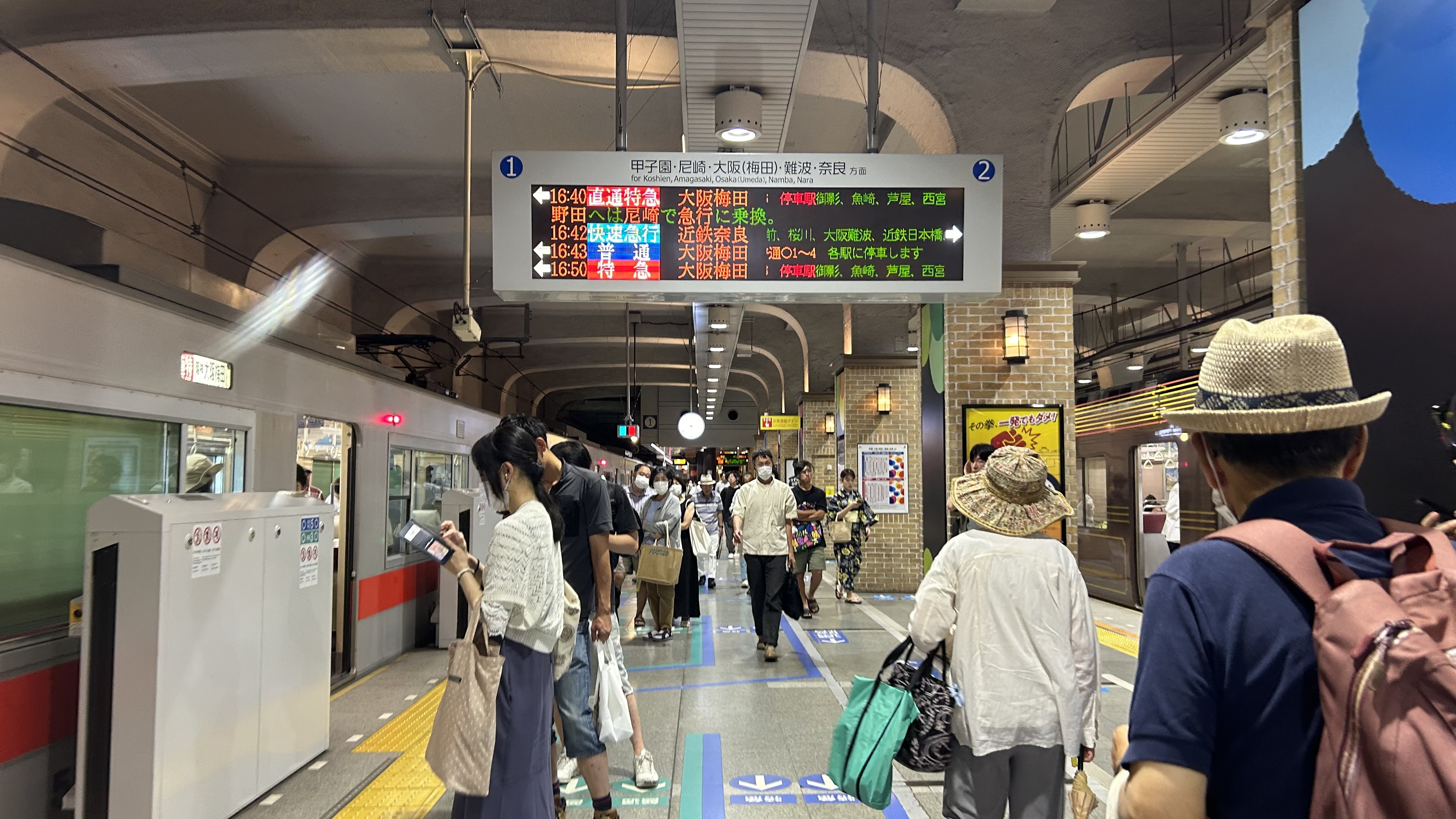
1・2番線ホーム
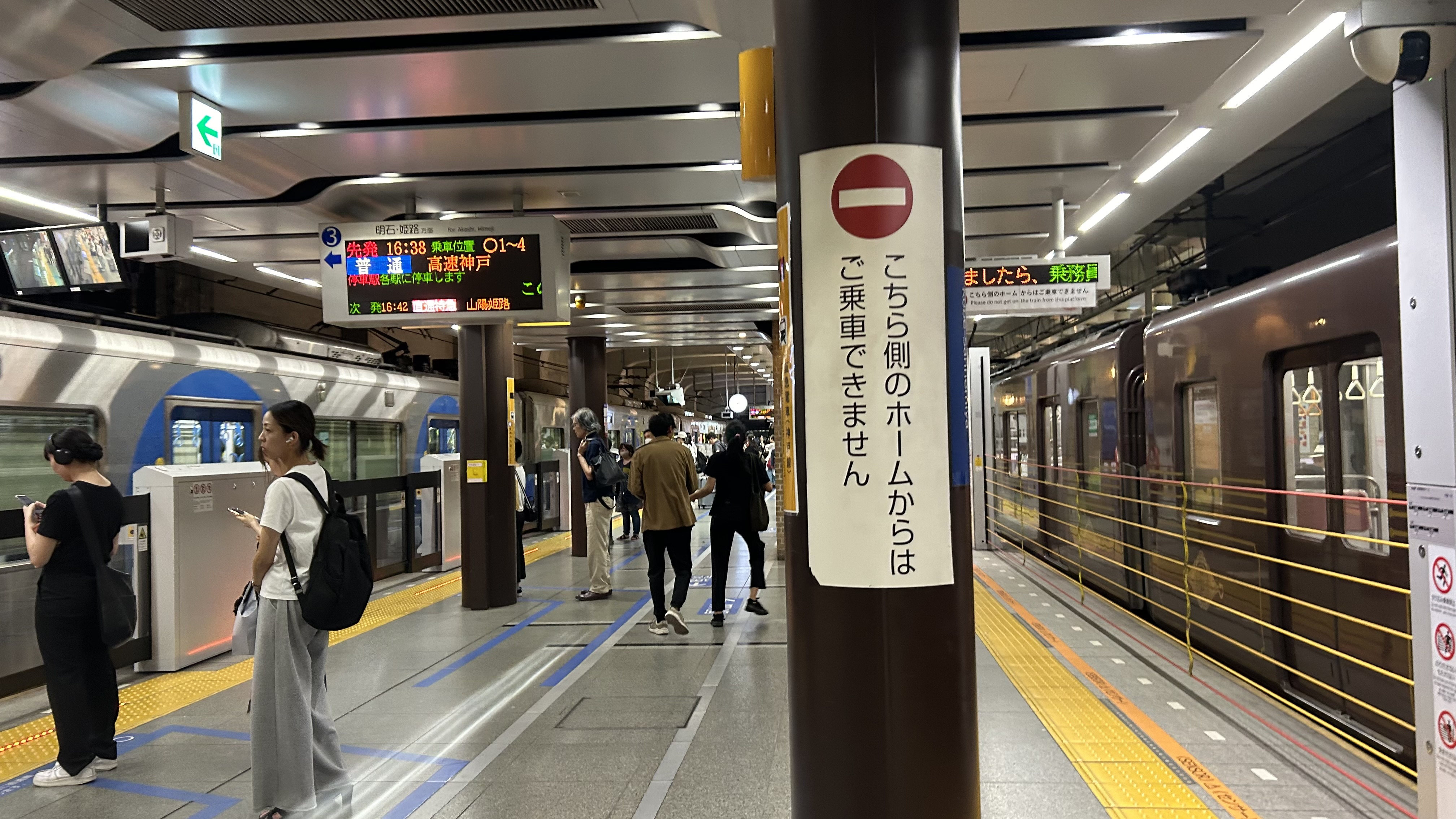
3番線ホーム
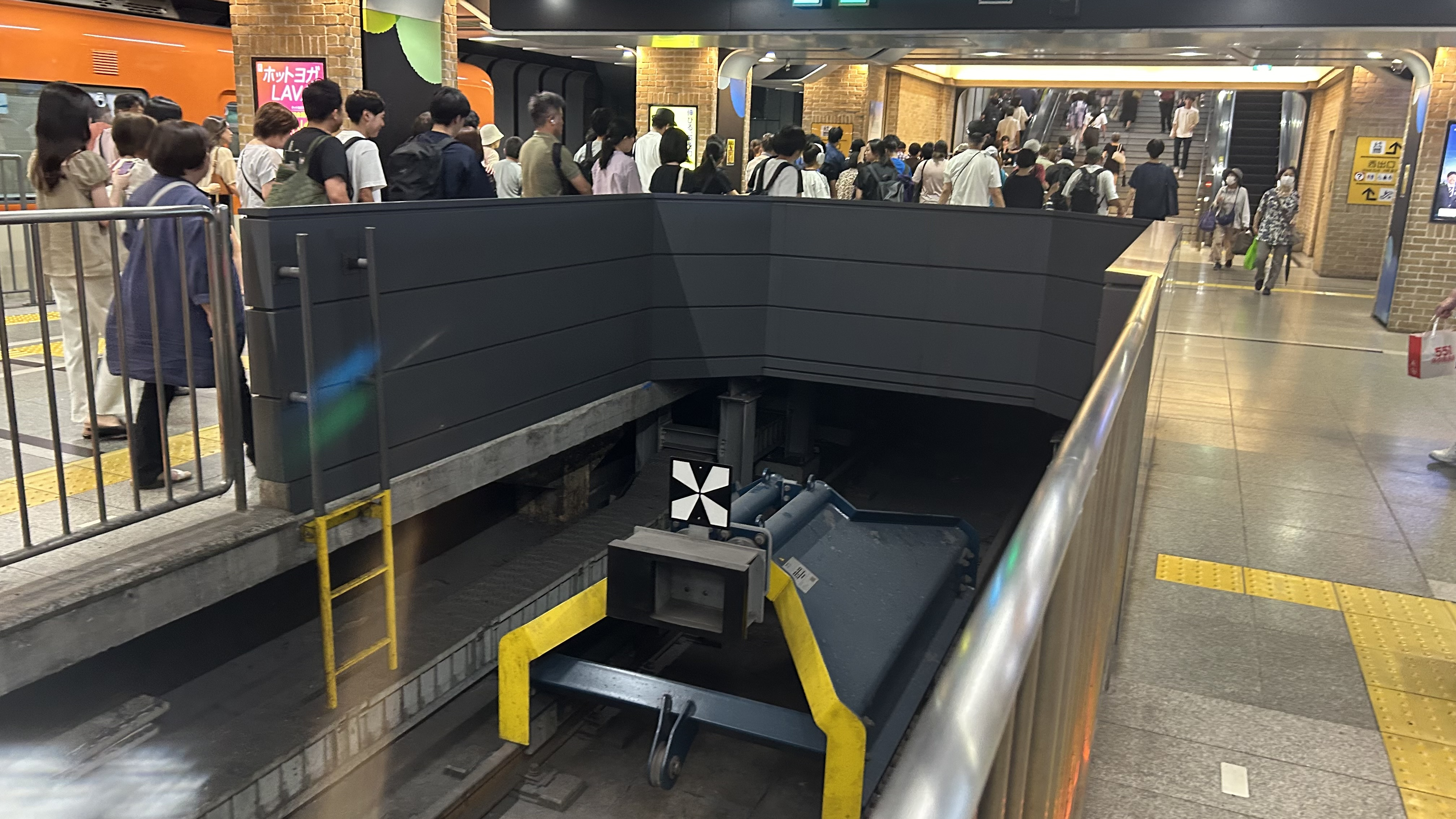
2番線車止め
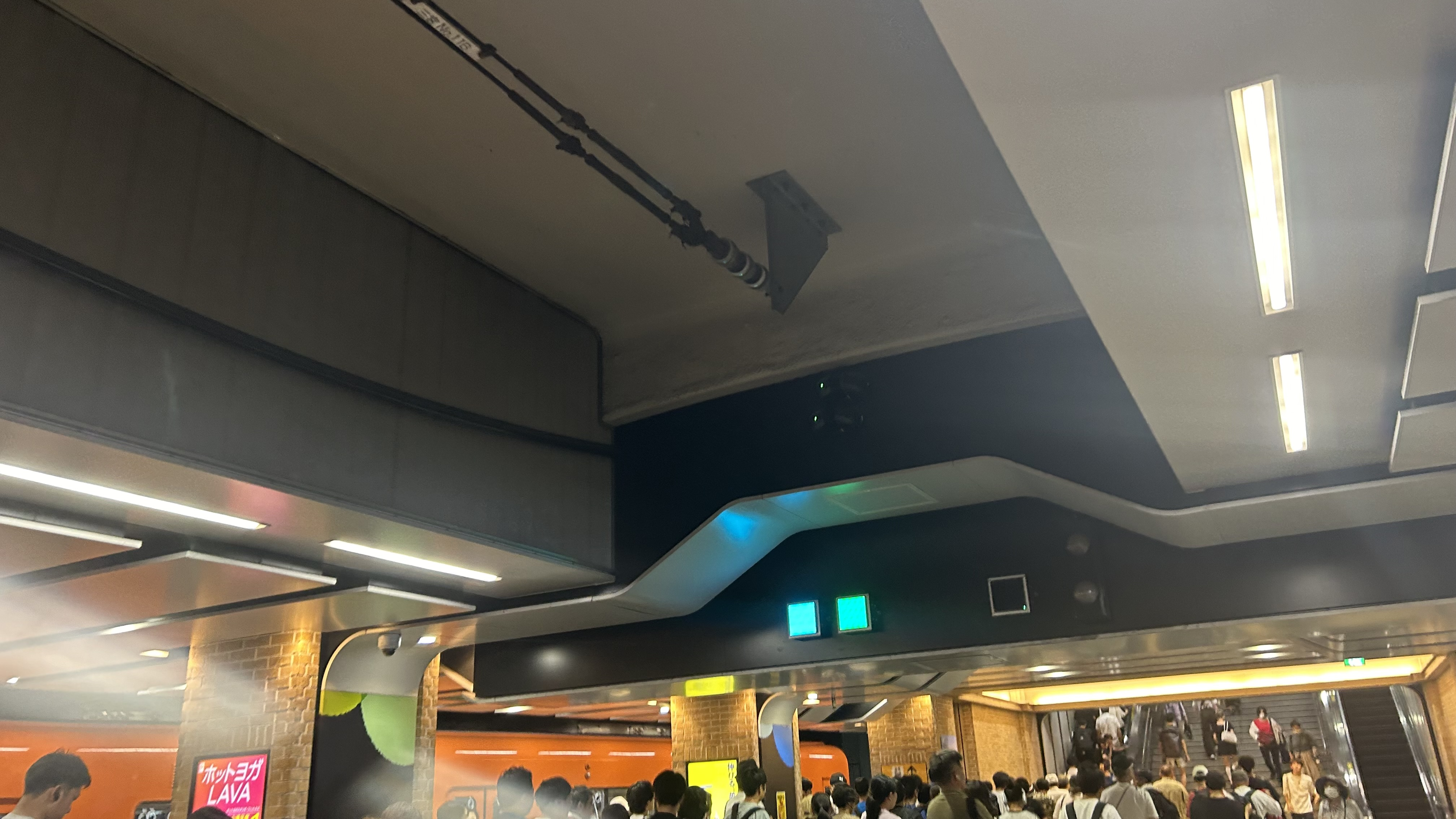
2番線車止め
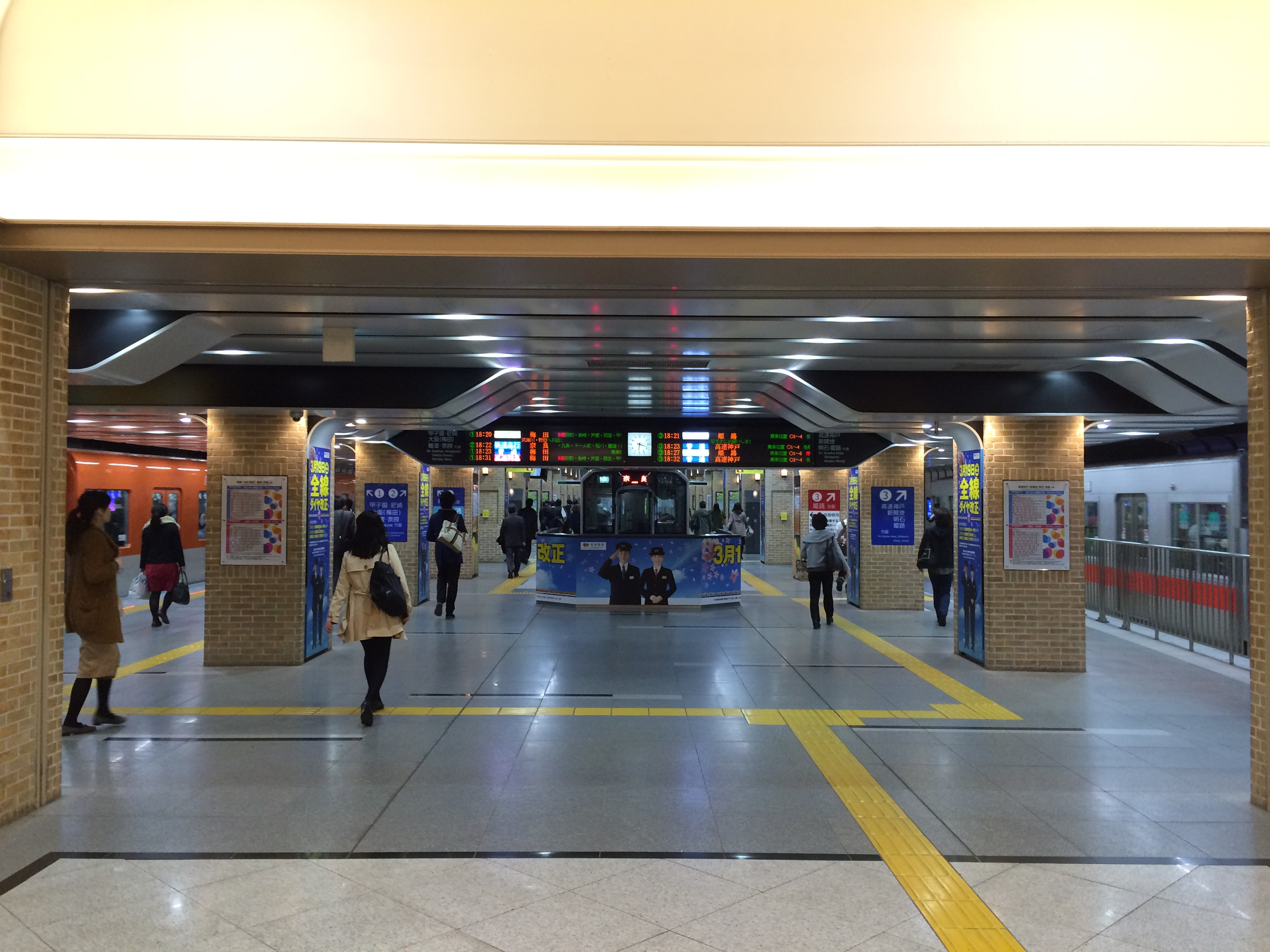
阪神神戸三宮駅全体プラットホーム
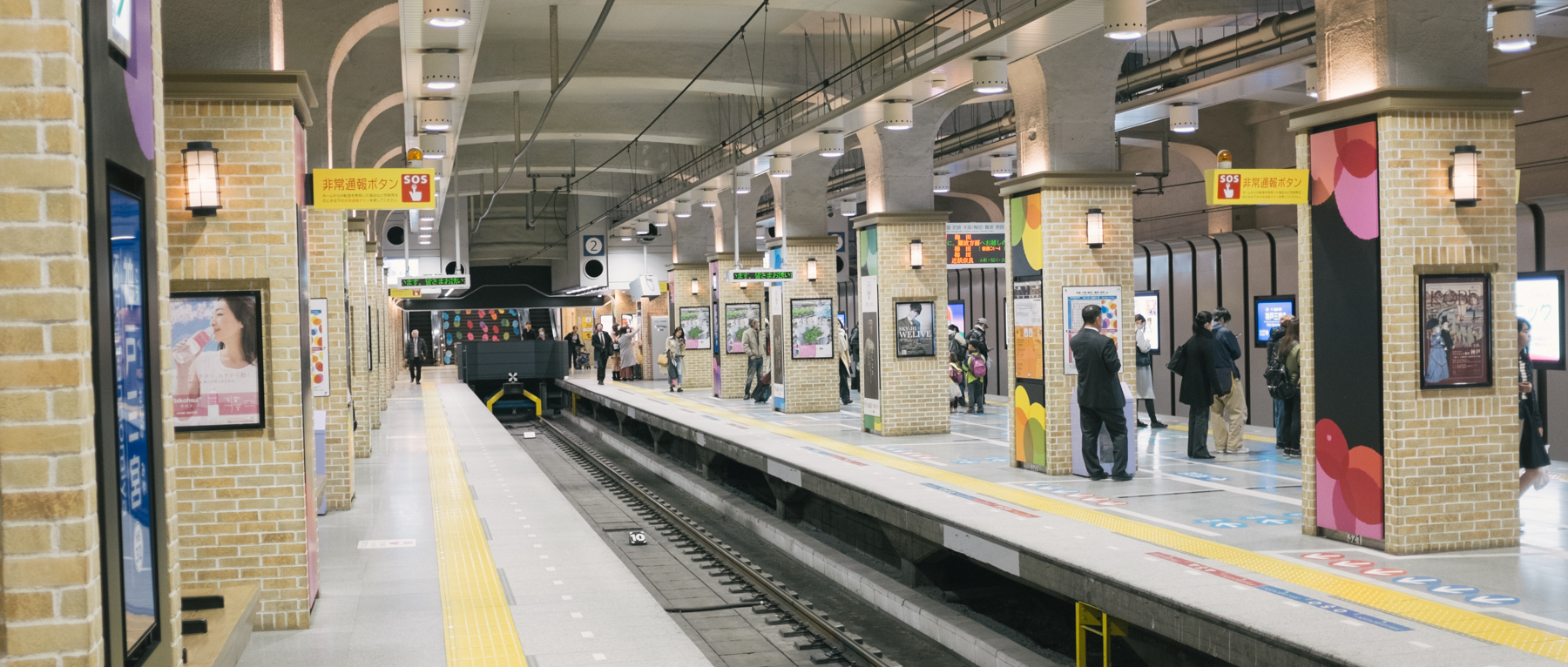
2番線プラットホーム (ホーム柵設置前)
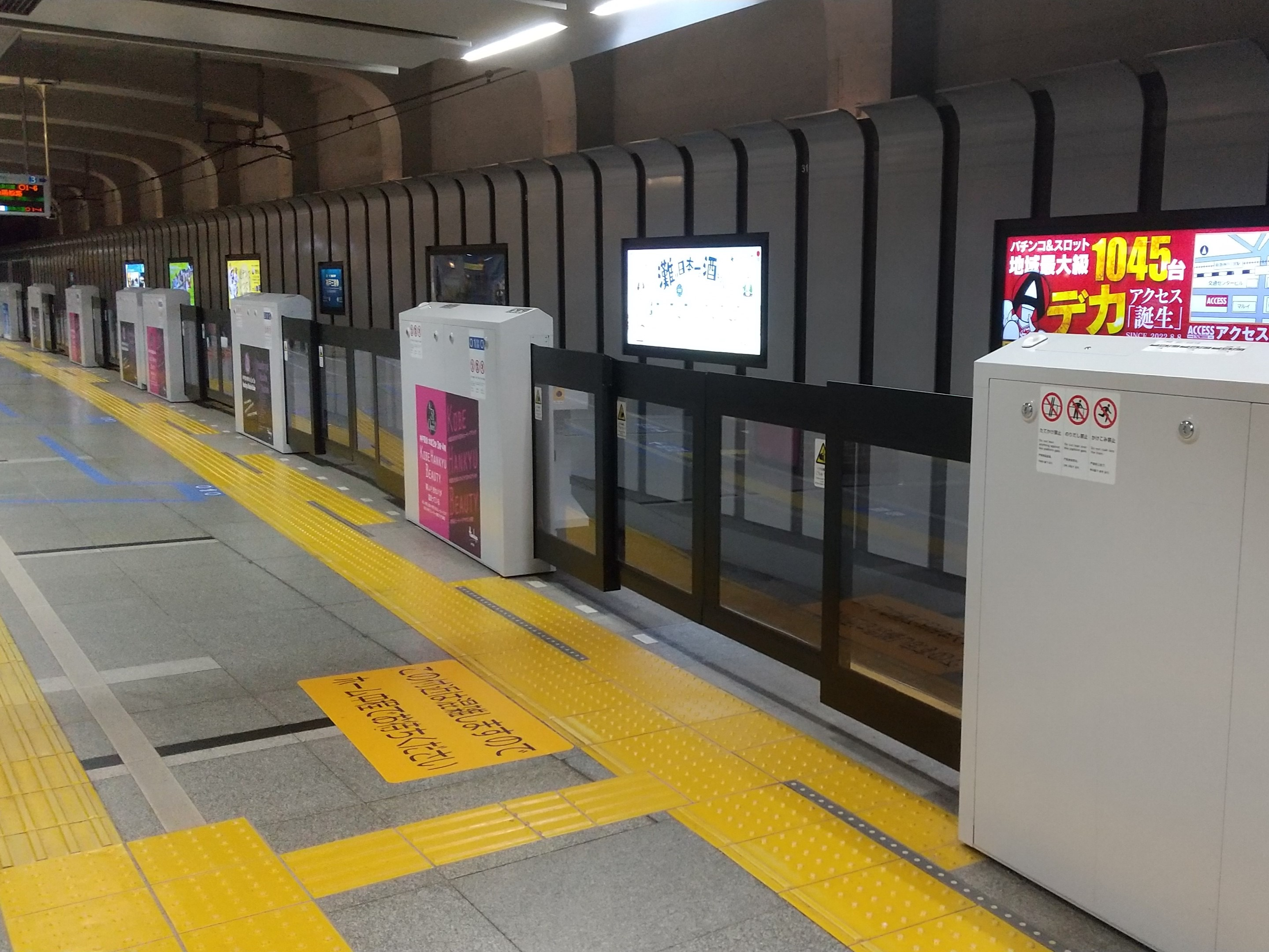
可動式ホーム柵が設置された3番線
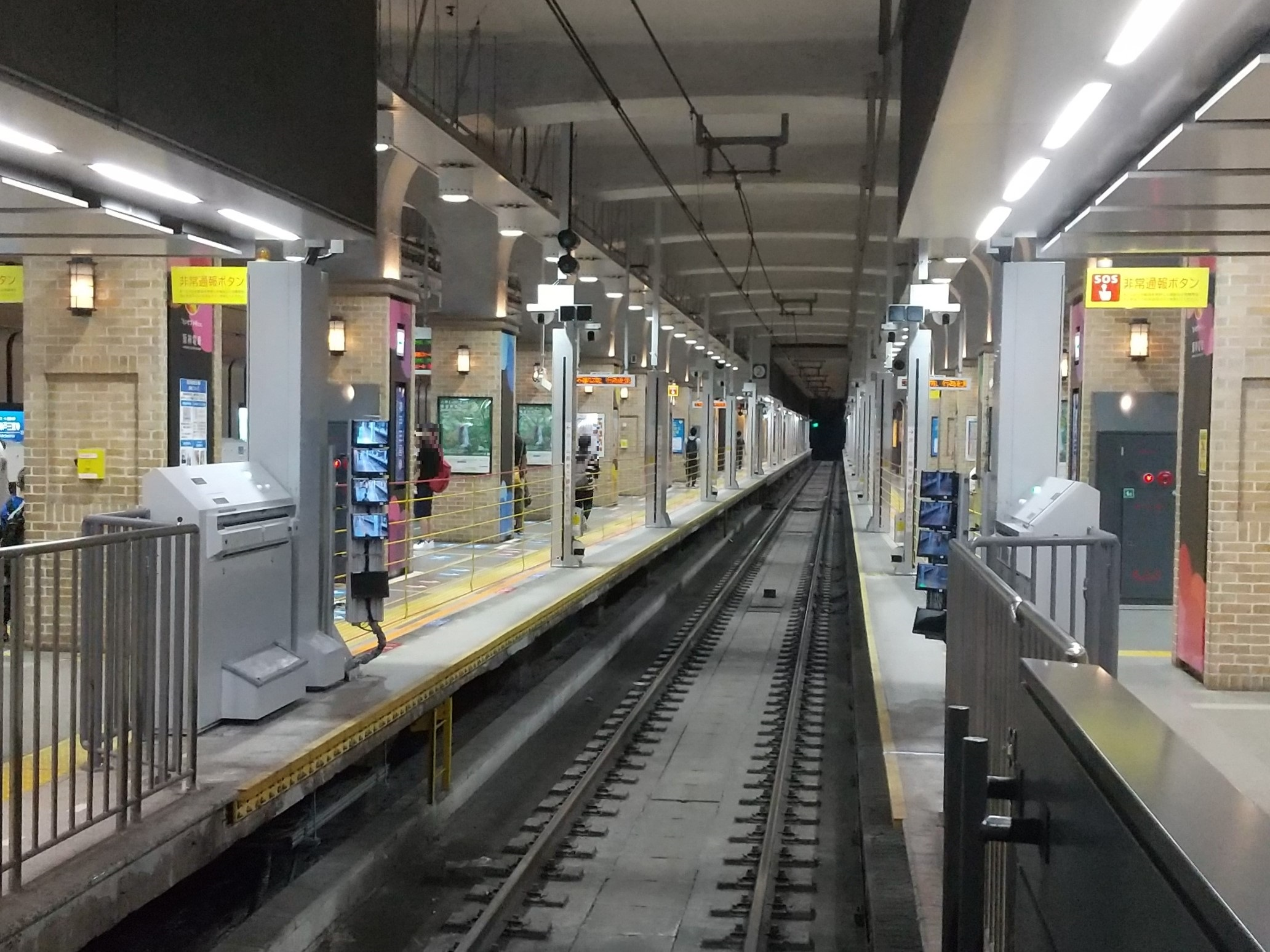
昇降式ホーム柵が設置された2番線

### トイレ
トイレは東・西改札内にある。

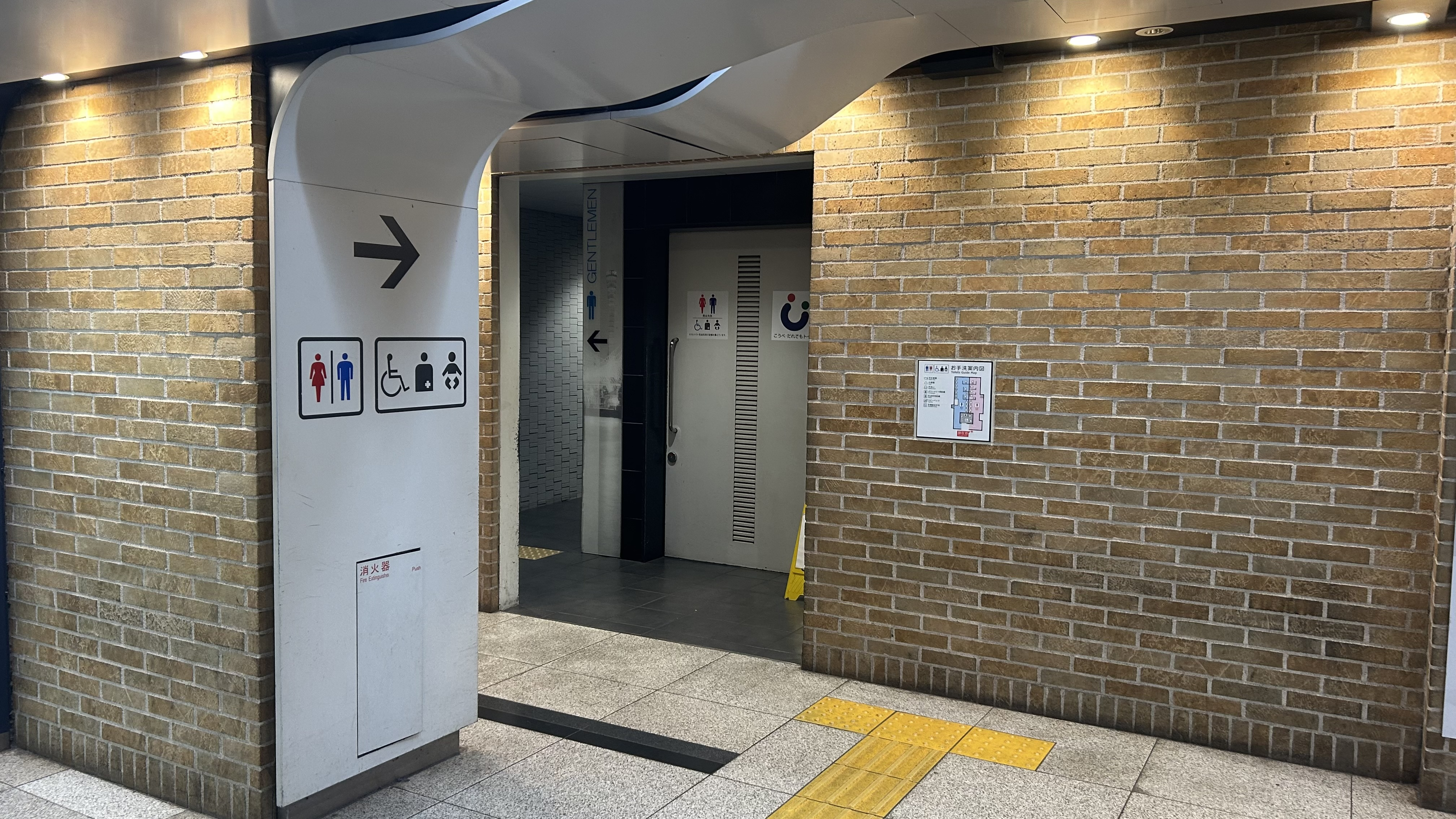
西改札内トイレ
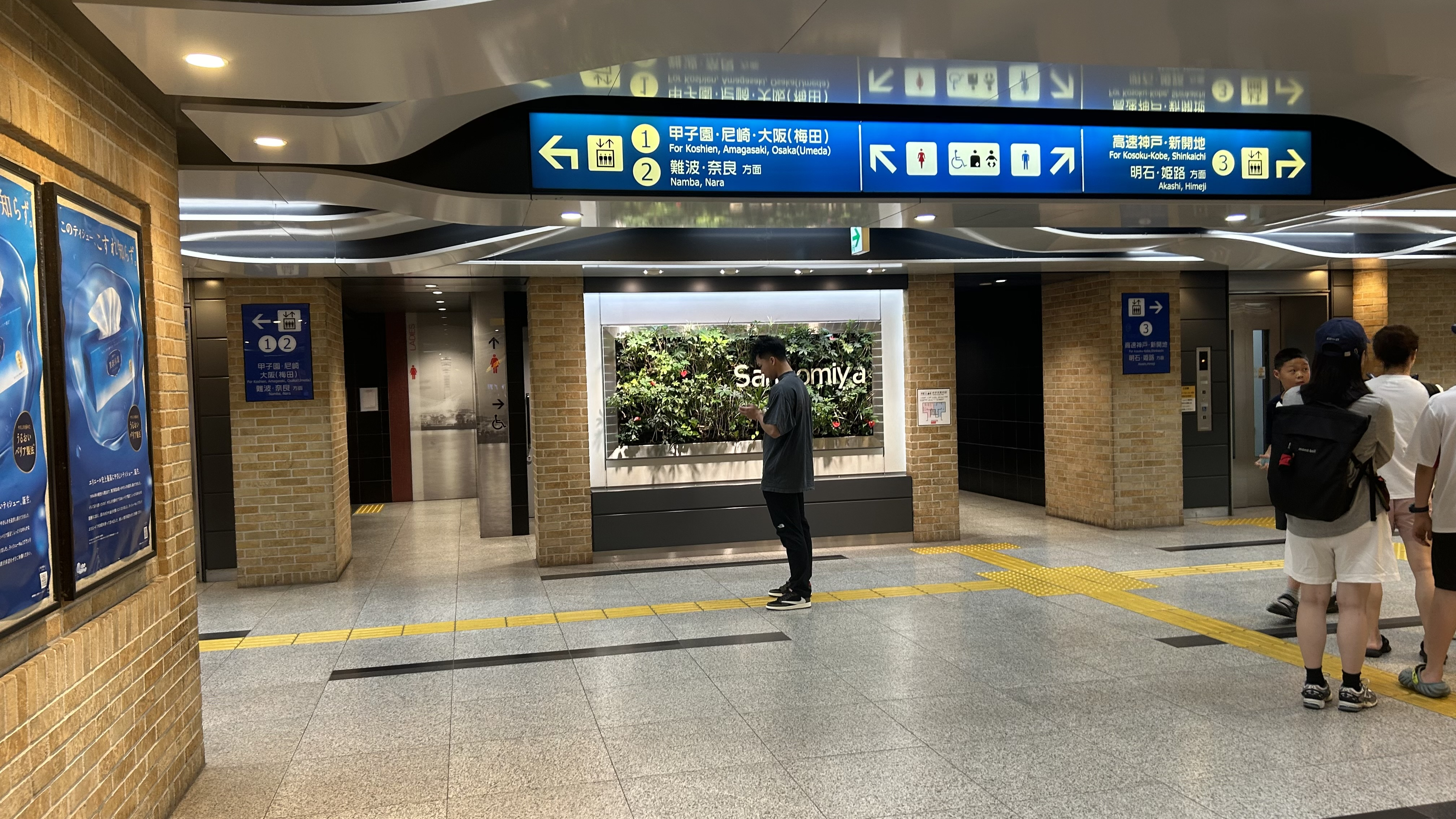
東改札内トイレ

### バリアフリー
2012年3月20日に開設した東口には全てのホームにエスカレーターおよびエレベーターが設置された。旧来からの西口にも2012年夏から秋にかけてエスカレーターが上下1本ずつ、さらに2012年12月下旬にはエレベーターも1機設置された。

### 発光式列車案内表示器

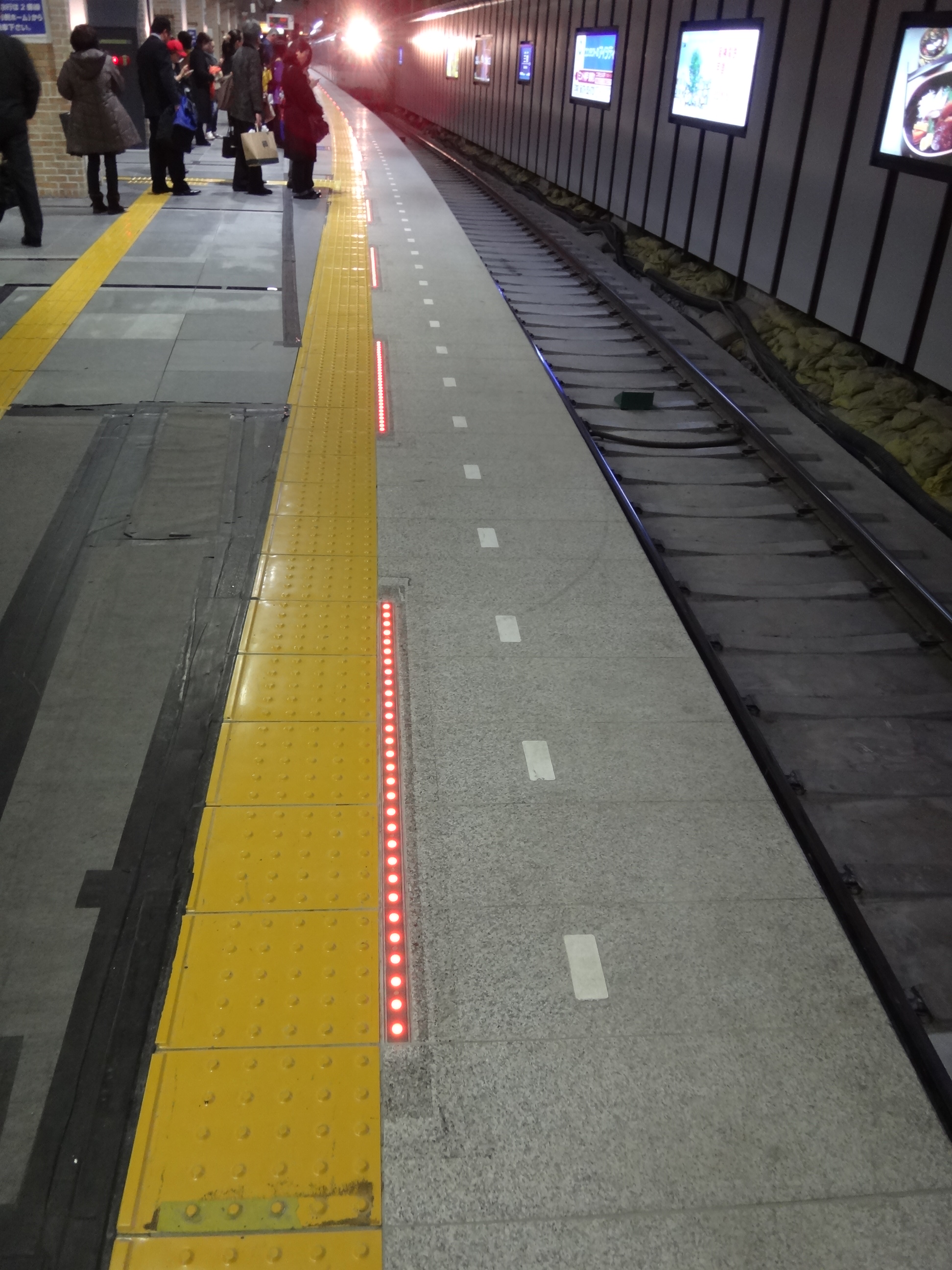
ホーム床面に設置された発光式列車案内表示器（現在はホーム端に可動式ホーム柵を設置）

ホームからの転落防止と列車との接触防止を目的に、2012年秋頃から列車の接近や発車を知らせるLEDを用いた発光式列車案内表示器（スレッドライン）を関西の私鉄では初めて採用した。ホーム床面に長さ1.5mの表示器を点字ブロック（線路側）に沿って3m間隔で設置されている。のち全てのホームに転落防止用の可動式ホーム柵が設置されたが、発光式列車案内表示器はホーム柵の筐体の設置位置よりもさらにホーム内側に設置していたため、現在もそのまま稼働を続けている。
表示パターンは次の通りである。
- 列車の接近（ホーム入線前） : 進行方向にスクロール
- ホーム入線→停車 : 全表示器点滅
- 停車中 : 全表示器点灯
  - 但し、到着後すぐに発車する列車は点滅のままの場合がある。
- 出発予告→ホームを離れるまで : 全表示器点滅
- 通常（列車が存在していない状態） : 全消灯

### 近鉄特急乗り入れ
- 伊勢志摩・名古屋方面発着の近鉄特急（22600系〈22601F、22602F、22651F、22652F編成〉）の乗り入れ
  - 2010年3月、当駅を始終着または停車する特急列車を運行する構想があることが報道された[32]。同記事では阪神社長の坂井信也（当時）による「定時の直通運行はダイヤ上厳しいが、小学生の修学旅行など臨時や貸し切り電車なら考えられる」との談話も踏まえ、「早ければ2013年にも実現する可能性」と記していたが、予定よりも1年遅れた2014年3月22日に運行が開始された[33]。定期列車としては乗り入れは未だ実現していないが、ツアーによる団体専用列車としてであれば、不定期で土曜・日曜・祝日のいずれかにおいて運行されており[33]、当駅では朝8:30ごろ出発となるダイヤが組まれている。

### 大規模改良工事 (2007年 - 2013年)

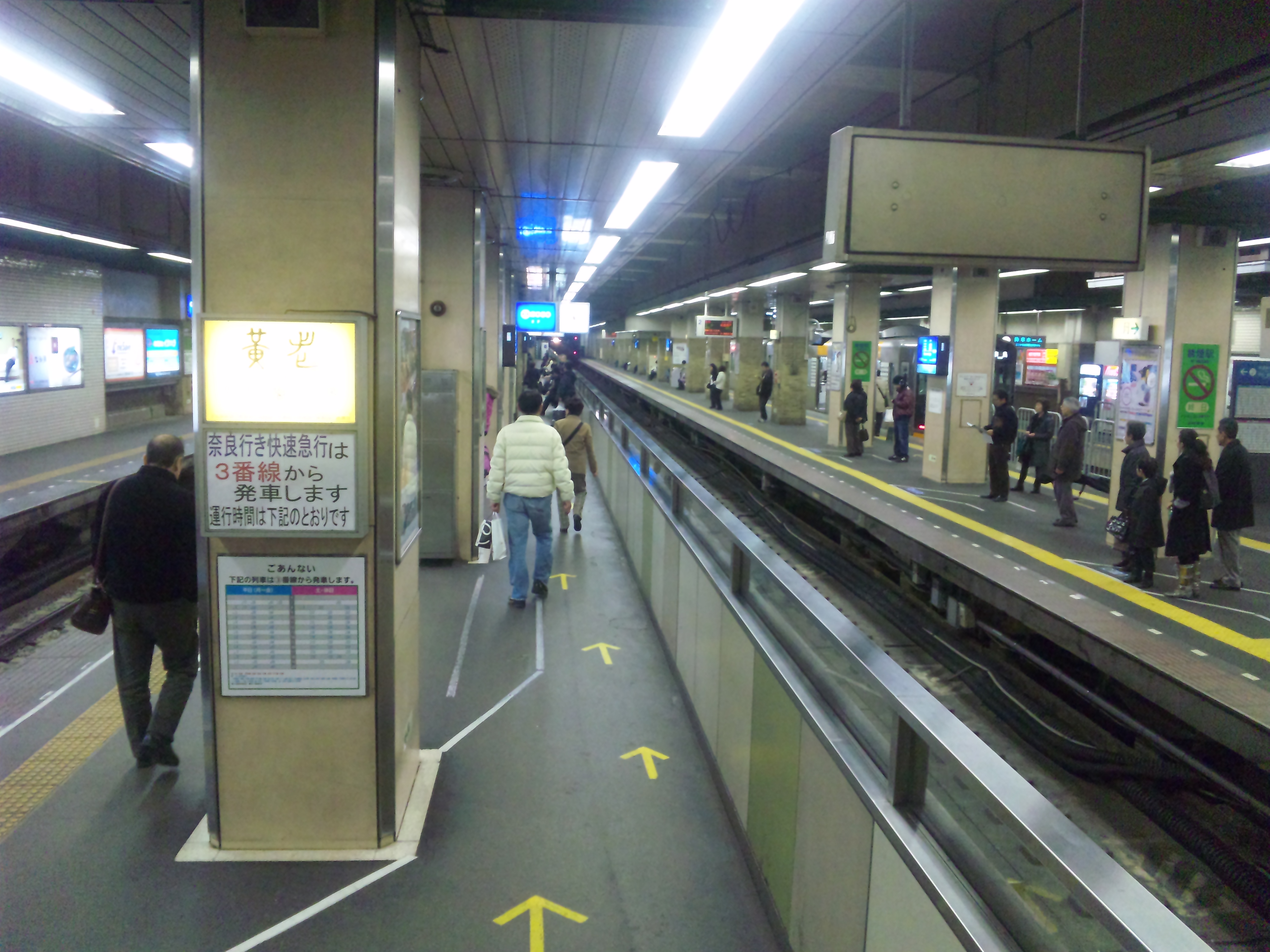
改良前のプラットホーム（手前は1番線ホーム）

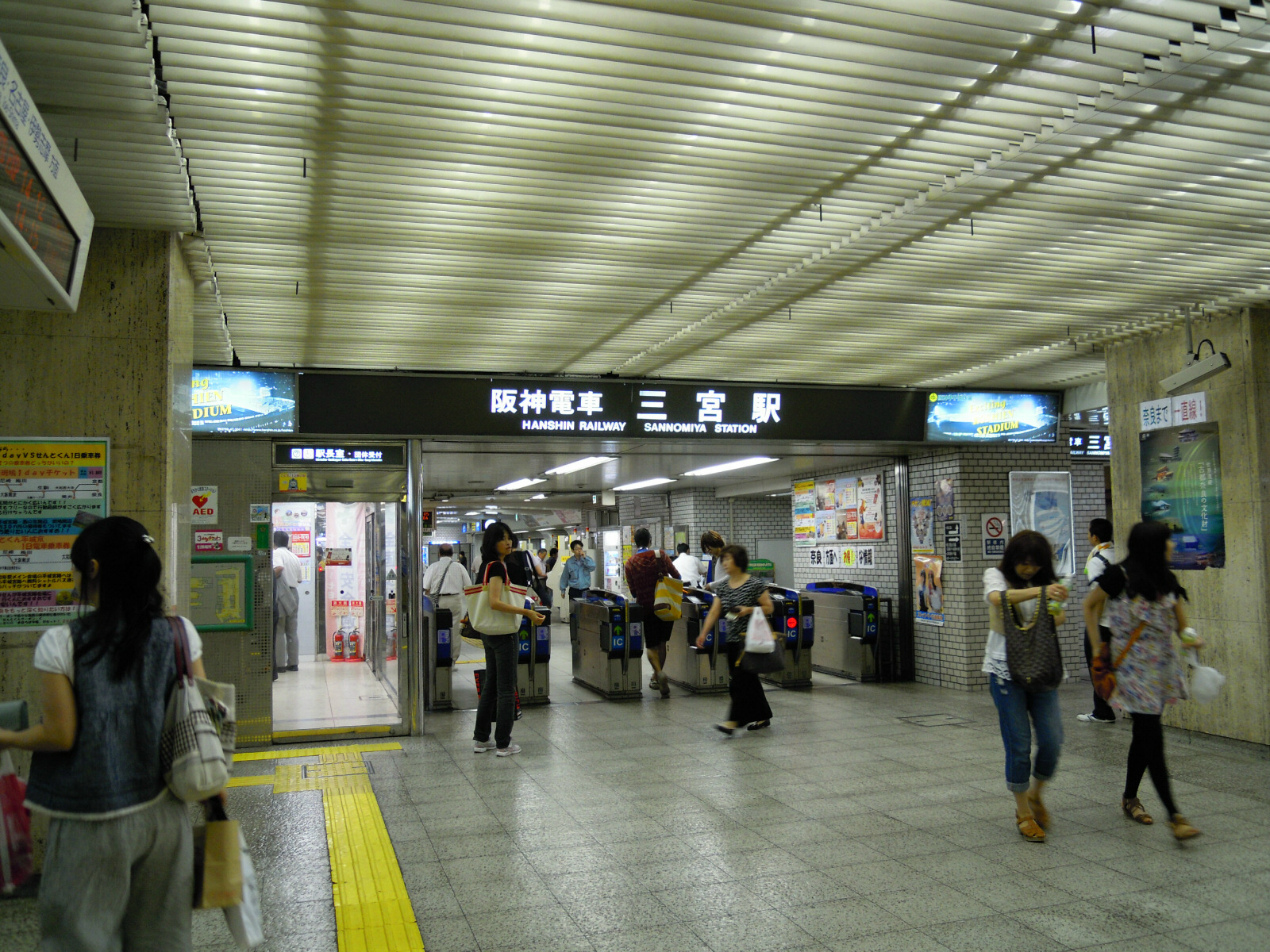
改良前の改札口（現・西口付近）

従来の駅構造ではエレベーターの設置が難しくバリアフリー面で問題があったこと、また改札口が西側に1箇所しかなく防災面でも問題があったことがかねてから指摘されてきたが、全面改良するには工事費用が莫大となるとなることから長らく現状維持となっていた。
2009年より近畿日本鉄道（近鉄）難波線・奈良線と相互直通運転が開始されることとなり、奈良方面からの快速急行が当駅で頻繁に折り返すことにより当駅始発列車が下り本線を横切ることでダイヤ編成上の制約が生じることや、元町駅以西からの利用客が当駅で快速急行に乗り換えしにくい（ホームの移動と階段の上り下りが必要）という問題点が新たに発生したこともあり、上記のバリアフリー面・防災面の問題の解消も併せて、駅開業以来初めてとなる大規模改良工事が実施された。
総工費は約130億円であり、都市鉄道等利便増進法に基づく都市鉄道等利便増進事業（駅施設利用円滑化事業）の適用第一号として、国および地方自治体（兵庫県・神戸市）から総工費の1/3ずつの補助金を受けた。
事業主体が鉄道・運輸機構や第三セクター企業などの公共事業体であることが同事業による補助金交付の条件となっているため、駅関連施設を第三セクターの神戸高速鉄道へ譲渡した上で同社が事業主体となり、完成後に阪神電鉄は改良工事による既存路線を含めた効果を勘案して設定された施設利用料を神戸高速鉄道に支払う受益活用型上下分離方式にて事業化した。駅改良工事にあたり補助金の交付を受ける目的で阪神電鉄が神戸高速鉄道へ駅施設を譲渡する前例は春日野道駅や尼崎駅があるが、いずれも鉄道駅総合改善事業や幹線鉄道等活性化事業費補助など当駅とは異なるスキームとなっている。
| ← 本線 : 梅田方面                                      | 阪神三宮駅配線図（改良前）2011年7月22日まで | → 本線 : 元町方面 |
| 凡例 出典:。ただしホーム番号は三宮駅構内案内図による。 |                                             |                   |

- 改良工事中の様子。

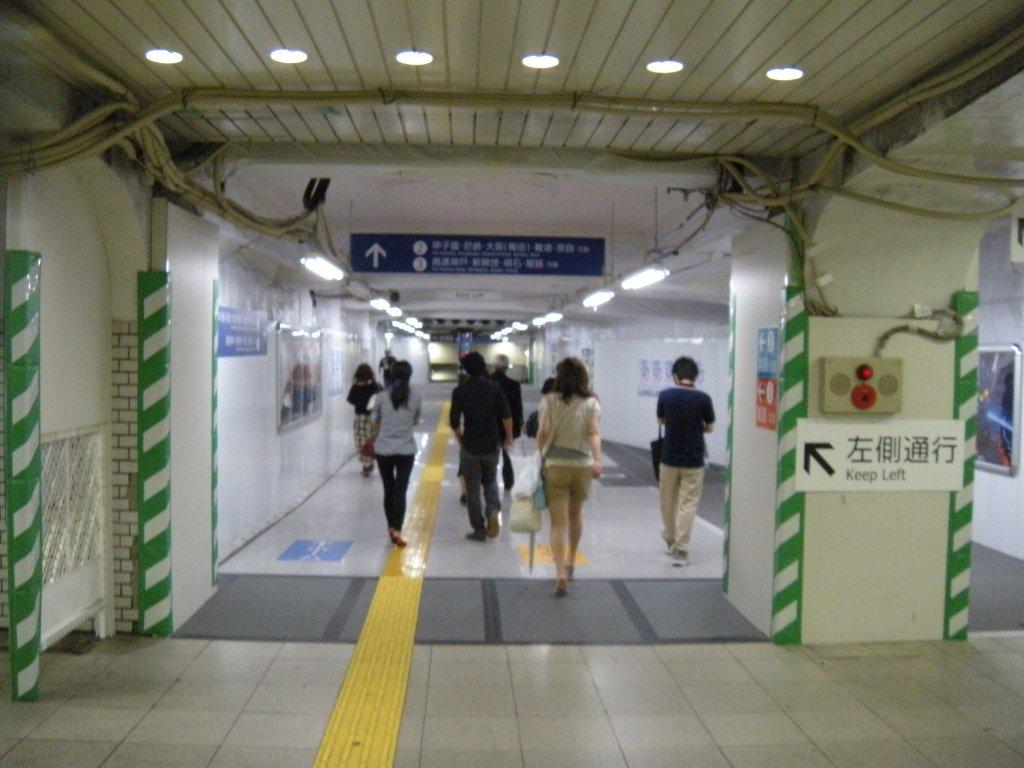
中央口改札階（2012年夏頃）
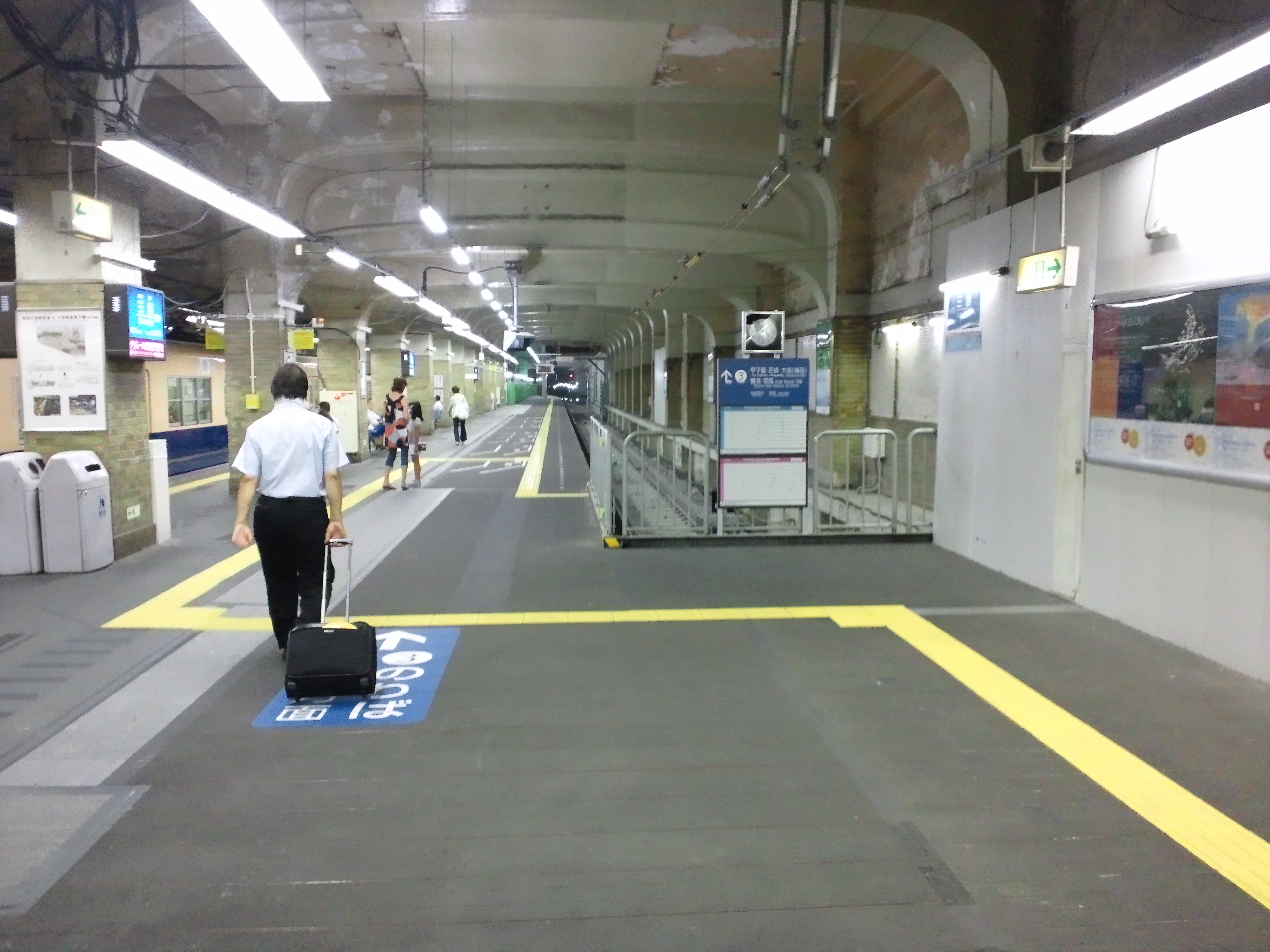
3番線（降車ホーム撤去後、下り本線になる前の一時的な姿）

### 改良工事の詳細
事業の詳細は以下のとおりである。
- 工事は2007年10月から2013年3月にかけての5年半を予定（駅周辺部を含む）。
- 神戸市が建設中のミント神戸からさんちかに連絡する地下通路の開設に合わせて、東側（大阪梅田方面）にも改札口を新設。
- 東西の各改札口につながるエレベーターの新設。
- 現在の西改札口をセットバックさせて同付近のスペースを拡大。
- 駅排煙設備の新設。
- 降車ホームを廃止した上でホームを拡幅・延長（近鉄車両6両編成に対応[注 12]）し、現在の2番線を折り返し線、現在の3番線を山陽姫路方面行き線とする。

工事は順調に進み、2010年9月末頃から2011年6月頃にかけて旧トンネルを撤去し、その後は東西改札口やホームの工事に本格的に取り掛かった。2011年7月22日をもって3番線降車ホームが廃止された。翌23日には2・3番線ホームが東側へ延伸され、ホーム幅も拡張されて暫定的に3番線が東端に移動と同時に構内配線も変更した。東改札口は上記の通り2012年3月20日より使用を開始した。
2012年6月2日にはそれまで折り返し線であった3番線を下り(明石・姫路方面)本線へ接続、下り本線だった2番線を折り返し線とし、同時に西口階段が移設された。乗り場が根本的に変更されたのは1936年以来76年ぶりのことである。2013年3月20日、予定通り完了した。

### 改良工事年表
- 2007年（平成19年）10月 改良工事に着手。
- 2009年（平成21年）3月20日 阪神なんば線が延伸開業。
- 2010年（平成22年）9月末 旧トンネルの撤去を開始。
- 2011年（平成23年）
  - 6月 旧トンネルの撤去を完了。
  - 7月22日 3番線降車ホームを廃止。
  - 7月23日 2・3番線ホームが東側へ延伸され、ホーム幅も拡張されて暫定的に3番線が東端に移動するとともに、構内配線も変更。
- 2012年（平成24年）
  - 3月20日 東改札口の使用を開始[16][2]。
  - 6月2日 明石・姫路方面行きとしていた2番線を折り返し用（難波・梅田方面）に、折り返し用としていた3番線を明石・姫路方面行きに変更するとともに、西口改札の一部を暫定変更[2][39]。
  - 6月10日 0番線を東へ25m移設。東側の換気塔部のスペースを流用し、1・2番線ホームを東へ約20m延伸する工事を開始。
  - 8月25日 0番線ホームを撤去（1番線は変化なし）。
  - 8月26日 0番線ホーム跡に線路が敷設され、1番線が一部拡張するとともに、東へ65メートル移動。
  - 8月27日 1番線が全面拡張され、西へ30メートル移動する。2番線の北側の使用を開始（但し、北側は乗車のみ、南側は降車のみ）。
  - 11月25日 西口北改札口にあった駅長室が南改札口側に移設されるとともに、近鉄特急券売場を駅長室内に移設。
  - 12月5日 西口の改札口を新駅長室付近へ集約するとともに、切符売場も新駅長室横に集約。
- 2013年（平成25年）
  - 1月25日 西口の定期券・高速バス乗車券売場を、かつて西口北側の自動券売機があった位置に移動する。同時に近鉄特急券売場を定期券売場に移設。
  - 3月20日 工事を完了[17]、同時に駅ナカ商業施設「スクラ三宮」が開業[18][40]。

## 利用状況
- 2022年度の1日平均乗車人員は48,718人である[41]。
同社の駅では大阪梅田駅（阪神）に次ぐ第2位。2009年3月に阪神なんば線が開業したことにより、2010年度は前年度より4,700人程度増加し、乗車人員が5万人を上回った。

### 年度別一日平均乗車人員
各年度の一日平均乗車人員は下表のとおりである。
| 年度               | 1日平均 乗車人員 | 増加率 |
| ------------------ | ---------------- | ------ |
| 1995年（平成07年） | 40,344           |        |
| 1996年（平成08年） | 46,526           | 15.3%  |
| 1997年（平成09年） | 43,340           | -6.8%  |
| 1998年（平成10年） | 42,074           | -2.9%  |
| 1999年（平成11年） | 40,866           | -2.9%  |
| 2000年（平成12年） | 42,181           | 3.2%   |
| 2001年（平成13年） | 42,858           | 1.6%   |
| 2002年（平成14年） | 42,266           | -1.4%  |
| 2003年（平成15年） | 42,716           | 1.1%   |
| 2004年（平成16年） | 41,526           | -2.8%  |
| 2005年（平成17年） | 41,909           | 0.9%   |
| 2006年（平成18年） | 42,446           | 1.3%   |
| 2007年（平成19年） | 44,065           | 3.8%   |
| 2008年（平成20年） | 44,969           | 2.1%   |
| 2009年（平成21年） | 45,898           | 2.1%   |
| 2010年（平成22年） | 50,608           | 10.3%  |
| 2011年（平成23年） | 51,022           | 0.8%   |
| 2012年（平成24年） | 49,962           | -2.1%  |
| 2013年（平成25年） | 50,529           | 1.1%   |
| 2014年（平成26年） | 50,194           | -0.7%  |
| 2015年（平成27年） | 52,549           | 4.6%   |
| 2016年（平成28年） | 53,058           | 1.0%   |
| 2017年（平成29年） | 56,044           | 5.6%   |
| 2018年（平成30年） | 56,973           | 1.7%   |
| 2019年（令和元年） | 56,577           | -0.7%  |
| 2020年（令和02年） | 41,639           | -26.4% |
| 2021年（令和03年） | 42,726           | 2.6%   |
| 2022年（令和04年） | 48,718           | 14.0%  |

## 特記事項

### 運賃関連
- 神戸高速線との境界は、阪急が当駅、阪神が元町駅だが、高速神戸駅以西（山陽電気鉄道・神戸電鉄方面）の駅までの運賃は阪急・阪神の駅とも同一とされている。また、阪急・阪神神戸三宮駅 - 高速神戸駅間を含む通勤定期券ではいずれの区間を経由するものでも、当駅（阪急・阪神とも）、花隈駅・西元町駅（以上神戸高速）および元町駅（阪神）で乗降が可能である[42]。
- 阪神または阪急の、梅田駅と神戸三宮駅間を含む通勤定期券では、両社いずれの路線を経由するものでも他方の梅田駅・神戸三宮駅で乗降が可能である（IC定期券を含む）[42]。但し、定期券の券面に含まれていない同区間の途中駅で下車した場合は、別途運賃が必要となる[42]。
- 阪神の1区運賃は大人160円であるが、阪神神戸三宮駅 - 元町駅間に限っては特例として大人140円が適用されている[43]。また、阪神神戸三宮駅から乗車の場合、阪神神戸三宮駅 - 元町駅間も神戸高速線の運賃体系が通しで適用される。

### その他
- 1980年に葺合区と生田区が統合されて中央区となるまでは、阪急三宮駅（加納町四丁目）が生田区、阪神三宮駅（小野柄通八丁目）が葺合区に所在していた。国鉄三ノ宮駅は葺合区と生田区にまたがっていた（ホームの一部がフラワーロードの上にあり、現在の中央口・東口が葺合区、西口が生田区にあった）が、駅長室が葺合区側にあったため、所在地は「布引町四丁目」、すなわち葺合区側であった[要出典]。
- 神戸新交通・神戸市交通局の各三宮駅、阪神電気鉄道・阪急電鉄の各神戸三宮駅や、西日本旅客鉄道（JR西日本）の三ノ宮駅、市営地下鉄海岸線の三宮・花時計前駅はどの駅も町名の「三宮町」に位置していない。これは、本来の三宮が三宮神社の周辺にあるのに対して、街の東側（旧居留地の東側）が三宮として発展したことが原因である[要出典]。なお、「三宮町」には地下鉄海岸線の旧居留地・大丸前駅がある。

## 隣の駅
※括弧内の英数字は駅番号を示す。
阪神電気鉄道
 本線
■直通特急・■特急
御影駅 (HS 25) - 神戸三宮駅 (HS 32) - 元町駅 (HS 33)
■快速急行
魚崎駅 (HS 23) - 神戸三宮駅 (HS 32)
■S特急
神戸三宮駅 (HS 32) - 元町駅 (HS 33)
■普通
春日野道駅 (HS 31) - 神戸三宮駅 (HS 32) - 元町駅 (HS 33)

- 地上駅時代は春日野道駅と当駅の間に、新川駅が存在した。

### かつて存在した路線
阪神電気鉄道
本線（旧線）
三宮駅 - 滝道駅